# NHK紅白歌合戦

上記の番組ロゴは、第58回（2007年）から第71回（2020年）までの13年間に亘って使用されていたもので、赤丸部分には当該回の回数が「第◯回」と記載され、白丸部分に放送回当時のNHKのロゴマークが使用されていた

『NHK紅白歌合戦』（NHKこうはくうたがっせん）は、日本放送協会（NHK）が毎年大晦日に放送している男女対抗形式の大型音楽特別番組。日本の長寿番組のひとつ。通称は「紅白」。
本文中の放送時間はすべて日本標準時（JST）。

## 概要
女性アーティストを紅組（あかぐみ）、男性アーティストを白組（しろぐみ）に分け、対抗形式で歌や演奏を披露する。当初は正月のラジオ番組であったが、NHKがテレビ放送を開始した後は大晦日の夜に移動し、「1年の締めくくり」の代名詞となる。放送が延期・中止されたことは1度もない。2017年12月31日、「最長寿年度テレビ音楽コンペティション（一国内）」としてギネス世界記録に認定された。
日本を代表する人気歌手が大勢出演し、さらに歌手以外のゲストなどもその年人気を博した人物が選出されるため、放送開始当初から高視聴率を記録している。深夜に及ぶ時間帯の番組でありながら年間視聴率の上位に食い込み、多くの年で通年の最高値を弾き出している。そのため国民の関心は高く、年の瀬から正月にかけて、新聞・雑誌や本来は競合相手である民間放送局までが紅白に関する話題を取り上げる。

### 各回の概要
2024年までの通算成績は紅組34勝・白組41勝で白組がリードしている。連勝は紅組が3連勝、白組が6連勝が最多である。
| 回数   | 放送日         | 放送時間                              | 紅組司会            | 白組司会          | 総合司会              | ラジオ実況 | ラジオ実況 | テレビ放送副音声    | テレビ放送副音声  | 優勝          | 視聴率                |
| 回数   | 放送日         | 放送時間                              | 紅組司会            | 白組司会          | 総合司会              | 男性       | 女性       | 男性                | 女性              | 優勝          | 視聴率                |
| ------ | -------------- | ------------------------------------- | ------------------- | ----------------- | --------------------- | ---------- | ---------- | ------------------- | ----------------- | ------------- | --------------------- |
| 第1回  | 1951年1月3日   | 20:00 - 21:00                         | 加藤道子            | 藤倉修一          | 田辺正晴              | （なし）   | （なし）   | （なし）            | （なし）          | 白            | 記録なし              |
| 第2回  | 1952年1月3日   | 19:30 - 21:00                         | 丹下キヨ子          | 藤倉修一          | 田辺正晴              | （なし）   | （なし）   | （なし）            | （なし）          | 白            | 記録なし              |
| 第3回  | 1953年1月2日   | 19:30 - 21:00                         | 本田寿賀            | 宮田輝            | 志村正順              | （なし）   | （なし）   | （なし）            | （なし）          | 白            | 記録なし              |
| 第4回  | 1953年12月31日 | 21:15 - 22:45                         | 水の江瀧子          | 高橋圭三          | 北出清五郎            | （なし）   | （なし）   | （なし）            | （なし）          | 紅            | 記録なし              |
| 第5回  | 1954年12月31日 | 21:15 - 23:00                         | 福士夏江            | 高橋圭三          | 石井鐘三郎            | （なし）   | （なし）   | （なし）            | （なし）          | 紅            | 記録なし              |
| 第6回  | 1955年12月31日 | 21:15 - 23:00                         | 宮田輝              | 高橋圭三          | 石井鐘三郎            | （なし）   | （なし）   | （なし）            | （なし）          | 紅 (5-4)      | 記録なし              |
| 第7回  | 1956年12月31日 | 21:05 - 23:00                         | 宮田輝              | 高橋圭三          | 石井鐘三郎            | （なし）   | （なし）   | （なし）            | （なし）          | 白            | 記録なし              |
| 第8回  | 1957年12月31日 | 21:05 - 23:00                         | 水の江瀧子          | 高橋圭三          | 石井鐘三郎            | （なし）   | （なし）   | （なし）            | （なし）          | 紅 （7-4）    | 記録なし              |
| 第9回  | 1958年12月31日 | 21:10 - 23:35                         | 黒柳徹子            | 高橋圭三          | 石井鐘三郎            | （なし）   | （なし）   | （なし）            | （なし）          | 紅 （7-4）    | 記録なし              |
| 第10回 | 1959年12月31日 | 21:05 - 23:35                         | 中村メイコ          | 高橋圭三          | 石井鐘三郎            | （なし）   | （なし）   | （なし）            | （なし）          | 紅 （7-4）    | 記録なし              |
| 第11回 | 1960年12月31日 | 21:00 - 23:40                         | 中村メイコ          | 高橋圭三          | 石井鐘三郎            | （なし）   | （なし）   | （なし）            | （なし）          | 白            | 記録なし              |
| 第12回 | 1961年12月31日 | 21:00 - 23:40                         | 中村メイコ          | 高橋圭三          | 穂坂俊明              | （なし）   | （なし）   | （なし）            | （なし）          | 白            | 記録なし              |
| 第13回 | 1962年12月31日 | 21:00 - 23:45                         | 森光子              | 宮田輝            | 石井鐘三郎            | （なし）   | （なし）   | （なし）            | （なし）          | 白            | 80.4%                 |
| 第14回 | 1963年12月31日 | 21:05 - 23:45                         | 江利チエミ          | 宮田輝            | 石井鐘三郎            | （なし）   | （なし）   | （なし）            | （なし）          | 紅 （19-8）   | 81.4%                 |
| 第15回 | 1964年12月31日 | 21:05 - 23:45                         | 江利チエミ          | 宮田輝            | 石井鐘三郎            | （なし）   | （なし）   | （なし）            | （なし）          | 白            | 72.0%                 |
| 第16回 | 1965年12月31日 | 21:05 - 23:45                         | 林美智子            | 宮田輝            | 石井鐘三郎            | （なし）   | （なし）   | （なし）            | （なし）          | 白 （14-11）  | 78.1%                 |
| 第17回 | 1966年12月31日 | 21:05 - 23:45                         | ペギー葉山          | 宮田輝            | 石井鐘三郎            | （なし）   | （なし）   | （なし）            | （なし）          | 紅 （22-3）   | 74.0%                 |
| 第18回 | 1967年12月31日 | 21:00 - 23:45                         | 九重佑三子          | 宮田輝            | 北出清五郎            | （なし）   | （なし）   | （なし）            | （なし）          | 紅            | 76.7%                 |
| 第19回 | 1968年12月31日 | 21:00 - 23:45                         | 水前寺清子          | 坂本九            | 宮田輝                | （なし）   | （なし）   | （なし）            | （なし）          | 白 （10-7）   | 76.9%                 |
| 第20回 | 1969年12月31日 | 21:00 - 23:45                         | 伊東ゆかり          | 坂本九            | 宮田輝                | （なし）   | （なし）   | （なし）            | （なし）          | 紅 （10-7）   | 69.7%                 |
| 第21回 | 1970年12月31日 | 21:00 - 23:45                         | 美空ひばり          | 宮田輝            | 北出清五郎            | （なし）   | （なし）   | （なし）            | （なし）          | 紅 （81-79）  | 77.0%                 |
| 第22回 | 1971年12月31日 | 21:00 - 23:45                         | 水前寺清子          | 宮田輝            | 鈴木文彌              | 鈴木文彌   | （不在）   | （なし）            | （なし）          | 白 （102-98） | 78.1%                 |
| 第23回 | 1972年12月31日 | 21:00 - 23:45                         | 佐良直美            | 宮田輝            | 山川静夫              | 荒川修     | （不在）   | （なし）            | （なし）          | 紅 （59-42）  | 80.6%                 |
| 第24回 | 1973年12月31日 | 21:00 - 23:45                         | 水前寺清子          | 宮田輝            | 山川静夫              | （なし）   | （なし）   | （なし）            | （なし）          | 紅            | 75.8%                 |
| 第25回 | 1974年12月31日 | 21:00 - 23:45                         | 佐良直美            | 山川静夫          | 土門正夫 中江陽三     | 金子辰雄   | （不在）   | （なし）            | （なし）          | 紅            | 74.8%                 |
| 第26回 | 1975年12月31日 | 21:00 - 23:45                         | 佐良直美            | 山川静夫          | 相川浩                | （なし）   | （なし）   | （なし）            | （なし）          | 白            | 72.0%                 |
| 第27回 | 1976年12月31日 | 21:00 - 23:45                         | 佐良直美            | 山川静夫          | 相川浩                | （なし）   | （なし）   | （なし）            | （なし）          | 紅            | 74.6%                 |
| 第28回 | 1977年12月31日 | 21:00 - 23:45                         | 佐良直美            | 山川静夫          | 相川浩                | （なし）   | （なし）   | （なし）            | （なし）          | 白            | 77.0%                 |
| 第29回 | 1978年12月31日 | 21:00 - 23:45                         | 森光子              | 山川静夫          | 相川浩                | （なし）   | （なし）   | （なし）            | （なし）          | 白            | 72.2%                 |
| 第30回 | 1979年12月31日 | 21:00 - 23:45                         | 水前寺清子          | 山川静夫          | 中江陽三              | （なし）   | （なし）   | （なし）            | （なし）          | 紅            | 77.0%                 |
| 第31回 | 1980年12月31日 | 21:00 - 23:45                         | 黒柳徹子            | 山川静夫          | 中江陽三              | （なし）   | （なし）   | （なし）            | （なし）          | 紅            | 71.1%                 |
| 第32回 | 1981年12月31日 | 21:00 - 23:45                         | 黒柳徹子            | 山川静夫          | 生方惠一              | 金子辰雄   | （不在）   | （なし）            | （なし）          | 白 （22-11）  | 74.9%                 |
| 第33回 | 1982年12月31日 | 21:00 - 23:45                         | 黒柳徹子            | 山川静夫          | 生方惠一              | 金子辰雄   | （不在）   | （なし）            | （なし）          | 紅 （19-16）  | 69.9%                 |
| 第34回 | 1983年12月31日 | 21:00 - 23:45                         | 黒柳徹子            | 鈴木健二          | タモリ                | 古屋和雄   | （不在）   | （なし）            | （なし）          | 白 （19-10）  | 74.2%                 |
| 第35回 | 1984年12月31日 | 21:00 - 23:45                         | 森光子              | 鈴木健二          | 生方惠一              | 金子辰雄   | （不在）   | （なし）            | （なし）          | 紅 （31-2）   | 78.1%                 |
| 第36回 | 1985年12月31日 | 21:00 - 23:45                         | 森昌子              | 鈴木健二          | 千田正穂              | 金子辰雄   | （不在）   | （なし）            | （なし）          | 紅 （22-11）  | 66.0%                 |
| 第37回 | 1986年12月31日 | 21:00 - 23:45                         | 目加田賴子 斉藤由貴 | 千田正穂 加山雄三 | 吉川精一              | （なし）   | （なし）   | （なし）            | （なし）          | 白            | 59.4%                 |
| 第38回 | 1987年12月31日 | 21:00 - 23:45                         | 和田アキ子          | 加山雄三          | 吉川精一              | 金子辰雄   | （不在）   | （なし）            | （なし）          | 紅 （18-9）   | 55.2%                 |
| 第39回 | 1988年12月31日 | 21:00 - 23:45                         | 和田アキ子          | 加山雄三          | 杉浦圭子              | 金子辰雄   | （不在）   | （なし）            | （なし）          | 白 （19-8）   | 53.9%                 |
| 第40回 | 1989年12月31日 | 1部 19:20 - 20:55 2部 21:00 - 23:45   | 三田佳子            | 武田鉄矢          | 松平定知              | 金子辰雄   | （不在）   | （なし）            | （なし）          | 紅 （20-7）   | 1部 38.5% 2部 47.0%   |
| 第41回 | 1990年12月31日 | 1部 19:20 - 20:55 2部 21:00 - 23:45   | 三田佳子            | 西田敏行          | 松平定知              | 金子辰雄   | （不在）   | （なし）            | （なし）          | 白 （13-4）   | 1部 30.6% 2部 51.5%   |
| 第42回 | 1991年12月31日 | 1部 19:20 - 20:55 2部 21:00 - 23:45   | 浅野ゆう子          | 堺正章            | 山川静夫              | 大塚範一   | （不在）   | （なし）            | （なし）          | 紅 （8-7）    | 1部 34.9% 2部 51.5%   |
| 第43回 | 1992年12月31日 | 1部 19:20 - 20:55 2部 21:00 - 23:45   | 石田ひかり          | 堺正章            | 山川静夫              | 徳田章     | （不在）   | （なし）            | （なし）          | 白 （15-2）   | 1部 40.2% 2部 55.2%   |
| 第44回 | 1993年12月31日 | 1部 19:30 - 20:55 2部 21:00 - 23:45   | 石田ひかり          | 堺正章            | 森田美由紀            | 宮川泰夫   | （不在）   | （なし）            | （なし）          | 白 （18-9）   | 1部 42.4% 2部 50.1%   |
| 第45回 | 1994年12月31日 | 1部 20:00 - 21:25 2部 21:30 - 23:45   | 上沼恵美子          | 古舘伊知郎        | 宮川泰夫              | 金子辰雄   | （不在）   | （なし）            | （なし）          | 紅 （9-8）    | 1部 40.1% 2部 51.5%   |
| 第46回 | 1995年12月31日 | 1部 20:00 - 21:25 2部 21:30 - 23:45   | 上沼恵美子          | 古舘伊知郎        | 宮本隆治 草野満代     | 水谷彰宏   | （不在）   | （なし）            | （なし）          | 白 （13-4）   | 1部 44.9% 2部 50.4%   |
| 第47回 | 1996年12月31日 | 1部 20:00 - 21:25 2部 21:30 - 23:45   | 松たか子            | 古舘伊知郎        | 宮本隆治 草野満代     | 水谷彰宏   | （不在）   | （なし）            | （なし）          | 白 （9-4）    | 1部 41.6% 2部 53.9%   |
| 第48回 | 1997年12月31日 | 1部 20:00 - 21:25 2部 21:30 - 23:45   | 和田アキ子          | 中居正広          | 宮本隆治              | 水谷彰宏   | （不在）   | （なし）            | （なし）          | 白 （9-4）    | 1部 40.2% 2部 50.7%   |
| 第49回 | 1998年12月31日 | 1部 20:00 - 21:25 2部 21:30 - 23:45   | 久保純子            | 中居正広          | 宮本隆治              | 水谷彰宏   | （不在）   | （なし）            | （なし）          | 紅 （9-4）    | 1部 45.4% 2部 57.2%   |
| 第50回 | 1999年12月31日 | 1部 19:30 - 21:20 2部 21:30 - 23:45   | 久保純子            | 5代中村勘九郎     | 宮本隆治              | 水谷彰宏   | （不在）   | （なし）            | （なし）          | 白 （7-6）    | 1部 45.8% 2部 50.8%   |
| 第51回 | 2000年12月31日 | 1部 19:20 - 21:25 2部 21:30 - 23:45   | 久保純子            | 和泉元彌          | 宮本隆治              | 阿部渉     | （不在）   | （なし）            | （なし）          | 紅 （9-4）    | 1部 39.2% 2部 48.4%   |
| 第52回 | 2001年12月31日 | 1部 19:30 - 21:25 2部 21:30 - 23:45   | 有働由美子          | 阿部渉            | 三宅民夫              | 高市佳明   | 小野文惠   | （なし）            | （なし）          | 白 （9-4）    | 1部 38.1% 2部 48.5%   |
| 第53回 | 2002年12月31日 | 1部 19:30 - 21:25 2部 21:30 - 23:45   | 有働由美子          | 阿部渉            | 三宅民夫              | 高市佳明   | 小野文惠   | （なし）            | （なし）          | 紅 （9-6）    | 1部 37.1% 2部 47.3%   |
| 第54回 | 2003年12月31日 | 1部 19:30 - 21:20 2部 21:30 - 23:45   | 有働由美子 膳場貴子 | 阿部渉 高山哲哉   | 武内陶子              | 藤崎弘士   | 小野文惠   | （なし）            | （なし）          | 白 （15-0）   | 1部 35.5% 2部 45.9%   |
| 第55回 | 2004年12月31日 | 1部 19:30 - 21:20 2部 21:30 - 23:45   | 小野文惠            | 阿部渉            | 堀尾正明              | 藤崎弘士   | 住吉美紀   | （なし）            | （なし）          | 紅 （8-5）    | 1部 30.8% 2部 39.3%   |
| 第56回 | 2005年12月31日 | 1部 19:20 - 21:25 2部 21:30 - 23:45   | 仲間由紀恵          | 山本耕史          | みのもんた 山根基世   | 藤崎弘士   | 黒崎めぐみ | （なし）            | （なし）          | 白            | 1部 35.4% 2部 42.9%   |
| 第57回 | 2006年12月31日 | 前半 19:20 - 21:25 後半 21:30 - 23:45 | 仲間由紀恵          | 中居正広          | 三宅民夫 黒崎めぐみ   | 小田切千   | 島津有理子 | （なし）            | （なし）          | 白 （13-5）   | 前半 30.6% 後半 39.8% |
| 第58回 | 2007年12月31日 | 前半 19:20 - 21:25 後半 21:30 - 23:45 | 中居正広            | 笑福亭鶴瓶        | 松本和也 住吉美紀     | 小田切千   | 塚原愛     | （なし）            | （なし）          | 白            | 前半 32.8% 後半 39.5% |
| 第59回 | 2008年12月31日 | 前半 19:20 - 21:25 後半 21:30 - 23:45 | 仲間由紀恵          | 中居正広          | 松本和也 小野文惠     | 山田康弘   | 神田愛花   | （なし）            | （なし）          | 白            | 前半 35.7% 後半 42.1% |
| 第60回 | 2009年12月31日 | 前半 19:15 - 20:55 後半 21:00 - 23:45 | 仲間由紀恵          | 中居正広          | 阿部渉                | 山田康弘   | 神田愛花   | （なし）            | （なし）          | 白            | 前半 37.1% 後半 40.8% |
| 第61回 | 2010年12月31日 | 前半 19:30 - 21:25 後半 21:30 - 23:45 | 松下奈緒            | 嵐                | 阿部渉                | 小松宏司   | 黒崎めぐみ | テリー伊藤 松本和也 | （不在）          | 白            | 前半 35.7% 後半 41.7% |
| 第62回 | 2011年12月31日 | 前半 19:15 - 20:55 後半 21:00 - 23:45 | 井上真央            | 嵐                | 阿部渉                | 小松宏司   | 橋本奈穂子 | テリー伊藤          | 神田愛花          | 紅            | 前半 35.2% 後半 41.6% |
| 第63回 | 2012年12月31日 | 前半 19:15 - 20:55 後半 21:00 - 23:45 | 堀北真希            | 嵐                | 有働由美子            | 青井実     | 橋本奈穂子 | テリー伊藤 小松宏司 | （不在）          | 白            | 前半 33.2% 後半 42.5% |
| 第64回 | 2013年12月31日 | 前半 19:15 - 20:55 後半 21:00 - 23:45 | 綾瀬はるか          | 嵐                | 有働由美子            | 吉田一貴   | 久保田祐佳 | テリー伊藤          | 橋本奈穂子        | 白（9-4）     | 前半 36.9% 後半 44.5% |
| 第65回 | 2014年12月31日 | 前半 19:15 - 20:55 後半 21:00 - 23:45 | 吉高由里子          | 嵐                | 有働由美子            | 青井実     | 首藤奈知子 | バナナマン          | 久保田祐佳        | 白            | 前半 35.1% 後半 42.2% |
| 第66回 | 2015年12月31日 | 前半 19:15 - 20:55 後半 21:00 - 23:45 | 綾瀬はるか          | 井ノ原快彦        | 黒柳徹子 有働由美子   | 高山哲哉   | 中川緑     | バナナマン          | 久保田祐佳        | 紅            | 前半 34.8% 後半 39.2% |
| 第67回 | 2016年12月31日 | 前半 19:15 - 20:55 後半 21:00 - 23:45 | 有村架純            | 相葉雅紀          | 武田真一              | 二宮直輝   | 寺門亜衣子 | バナナマン          | 橋本奈穂子        | 紅（9-6）     | 前半 35.1% 後半 40.2% |
| 第68回 | 2017年12月31日 | 前半 19:15 - 20:55 後半 21:00 - 23:45 | 有村架純            | 二宮和也          | 内村光良 桑子真帆     | 二宮直輝   | 小郷知子   | バナナマン          | 塚原愛            | 白            | 前半 35.8% 後半 39.4% |
| 第69回 | 2018年12月31日 | 前半 19:15 - 20:55 後半 21:00 - 23:45 | 広瀬すず            | 櫻井翔            | 内村光良 桑子真帆     | 小松宏司   | 千葉美乃梨 | サンドウィッチマン  | 渡辺直美 雨宮萌果 | 白（2-1）     | 前半 37.7% 後半 41.5% |
| 第70回 | 2019年12月31日 | 前半 19:15 - 20:55 後半 21:00 - 23:45 | 綾瀬はるか          | 櫻井翔            | 内村光良 和久田麻由子 | 田村直之   | 片山千恵子 | 山里亮太            | 渡辺直美 杉浦友紀 | 白（2-1）     | 前半 34.7% 後半 37.3% |
| 第71回 | 2020年12月31日 | 前半 19:30 - 20:55 後半 21:00 - 23:45 | 二階堂ふみ          | 大泉洋            | 内村光良 桑子真帆     | 田村直之   | 赤木野々花 | 山里亮太            | 渡辺直美          | 紅            | 前半 34.2% 後半 40.3% |

| 回数   | 放送日         | 放送時間                              | 女性司会          | 男性司会      | アナウンサー | ラジオ実況 | ラジオ実況 | テレビ放送副音声       | テレビ放送副音声 | 優勝        | 視聴率                |
| 回数   | 放送日         | 放送時間                              | 女性司会          | 男性司会      | アナウンサー | 男性       | 女性       | 男性                   | 女性             | 優勝        | 視聴率                |
| ------ | -------------- | ------------------------------------- | ----------------- | ------------- | ------------ | ---------- | ---------- | ---------------------- | ---------------- | ----------- | --------------------- |
| 第72回 | 2021年12月31日 | 前半 19:30 - 20:55 後半 21:00 - 23:45 | 川口春奈          | 大泉洋        | 和久田麻由子 | 佐藤俊吉   | 浅野里香   | （なし）               | （なし）         | 紅 （2-1）  | 前半 31.5% 後半 34.3% |
| 第73回 | 2022年12月31日 | 前半 19:20 - 20:55 後半 21:00 - 23:45 | 橋本環奈          | 大泉洋 櫻井翔 | 桑子真帆     | 渡辺健太   | 浅野里香   | チョコレートプラネット | 杉浦友紀         | 白（2-1）   | 前半 31.2% 後半 35.3% |
| 第74回 | 2023年12月31日 | 前半 19:20 - 20:55 後半 21:00 - 23:45 | 橋本環奈 浜辺美波 | 有吉弘行      | 高瀬耕造     | 渡辺健太   | 森田茉里恵 | パンサー               | 鈴木奈穂子       | 紅（3-0）   | 前半 29.0% 後半 31.9% |
| 第75回 | 2024年12月31日 | 前半 19:20 - 20:55 後半 21:00 - 23:45 | 橋本環奈 伊藤沙莉 | 有吉弘行      | 鈴木奈穂子   | 佐々木芳史 | 森田茉里恵 | ロッチ                 | 赤木野々花       | 白（2-1-1） | 前半 29.0% 後半 32.7% |

※視聴率はビデオリサーチ調べ、関東地区・世帯・リアルタイム。第1 - 12回の視聴率はビデオリサーチ設立前のため記録なし。
1. 一部の回の優勝チームに付記された括弧内の数字は、最終審査結果の票数。括弧内の数字の太字は完封優勝。
2. 総合司会のうち、第18回までと第25回の土門・中江、第34回のタモリ、第45回の宮川の名義は「進行役」。また、総合司会が正式であるものは第19回から第20回、第34回から第55回、第57回から第71回までである。
3. 第56回については当初司会者の区別は設定せず、上記の4人によるグループ司会で進行すると発表されたが、実際の放送では仲間がおもに紅組歌手、山本がおもに白組歌手の曲を中心に司会（エンディング時の優勝旗授与も山本が優勝旗を受け取った）、みのは実質上生放送のすべての進行を統括する総合司会的な役割、山根は進行役的役割という形式で役割分担がなされた。オープニングでみのが独自に仲間には紅組を支えるリーダーを、山本には白組を支えるリーダーを担当してもらう旨を発言したことによる。上記の表では実質的な役割に従って氏名を記載した。
4. 第72回は、第56回以来となる司会者の区別を設定しない形式を取り、第56回とは違い司会者3人が全体の進行をした。
5. 第73回以降も、第72回と同様に司会者の区別を設定しない形式を取っている。第73回の大泉、橋本、桑子は「司会」の呼称、櫻井は「スペシャルナビゲーター」の呼称となっている。前回同様に司会者4人が全体の進行をしたが、厳密には橋本が紅組歌手を中心に、大泉が白組の歌手を中心にそれぞれステージ袖から、櫻井がジャニーズ事務所（現・SMILE-UP.）所属歌手やNHK局内のスタジオ中継を中心に進行した。

### 現在放送・配信しているメディア
- NHKラジオ第1：第1回（1951年）-
  - 客席上のラジオ中継席（第24回（1973年）以降の会場であるNHKホールでは、同ホール2階上手席にこれを設けている）から、ステージ上で行われている演目の実況とともに放送。
- 総合テレビ：第4回（1953年）-
  - 1953年2月1日の開局に伴い、同年末から紅白のテレビ放送を開始。
  - 第15回（1964年）からはカラー放送。
  - 第29回（1978年）からはステレオ放送に移行。
  - 第52回（2001年）からはリアルタイム字幕放送を開始。
  - 第54回（2003年）からは地上デジタル放送で放送開始。
  - 第57回（2006年）からはワンセグで放送開始。
  - 地上アナログ放送での放送は第61回（2010年）で終了[注 7]。
- NHKワールド・ラジオ日本：第15回（1964年）-
  - 日本国外向け。
- NHKワールド・プレミアム：第46回（1995年）-
  - 日本国外向け。
  - かつてはNHKの関連会社が運営している日本語衛星放送局でも同時放送しており、第73回（2022年）まではJSTV（欧州）[3][4]、第74回（2023年）まではテレビジャパン（北米）でも放送していた[5][6]。
- NHKオンデマンド：第60回（2009年）-
  - ひかりTV（NTTドコモ）やJCOM、U-NEXTなど、NHKと提携している一部の動画配信事業者を含む[7][8]。
  - 中断のNHKニュースを境に前半・後半に分割した上で番組終了翌日（翌年1月1日午後）から約2週間限定で見逃し配信を実施[9][10]。
- NHKネットラジオ らじる★らじる：第62回（2011年）-
- radiko：第68回（2017年）-
  - 2度の実験配信期間中に配信。2019年以降も本配信開始により配信継続[注 8]。
  - 第68回（2017年）は、2017年10月2日から2018年3月30日に実施された一部地域実験配信の配信期間に該当（配信対象地域：関東一都六県・宮城・広島・愛媛・福岡）[11]。
  - 第69回（2018年）は、4月12日から2019年3月末までの予定で実施された第2次実験配信の配信期間に該当（配信対象地域：全国）[12][13]。
  - 第70回（2019年）以降は、2019年4月1日のradiko本配信開始に伴い、配信を継続[14][15]。
- スーパーハイビジョン試験放送→BS8K：第67回（2016年）-
  - 22.2ch音声[16]、5.1ch音声[17]。
  - 第67回（2016年）・第68回（2017年）はまだ試験放送の段階であり、8K放送の受信機は市販されていなかったことから、主に全国のNHK放送局や主要都市の映画館などでのパブリックビューイング（受信公開）目的として放送された[18][19]。
  - 第69回（2018年）からはBS8Kの本放送を開始したため、本番組の放送も同チャンネルに移行。市販向けの8K放送受信機も販売開始になった事から一般視聴者向けの放送も同時に開始している[20][21][22]。また、現地の雰囲気を体感できるようなBS8K・BS4Kならではの紅白として、総合テレビとは別のカメラを使用した制作・中継を行っていた[23][24]。オープニングCGは固定、第69回・第70回では歌詞に限りテロップが出なかった。[要出典] 第72回以降は総合テレビと一体制作となっている。
  - 第69回（2018年）・第70回（2019年）では、終了後も10分のダイジェスト版が放送されていた。
- NHKプラス：第71回（2020年）-
  - 総合テレビの映像を同時配信。
    - 中断のNHKニュースを境に前半・後半に分割した上で終了後も1月7日まで見逃し配信を実施。
- BSプレミアム4K：第74回（2023年）-
  - 5.1ch音声。

### 会場
現在使用されている会場はNHKホール。
| 会場                       | 放送回                                                        |
| -------------------------- | ------------------------------------------------------------- |
| NHKホール （東京都渋谷区） | 第24回（1973年） ｜ 第71回（2020年） 第73回（2022年） ｜ 現在 |

### 放送時間
第18回（1967年）以降、長らく21時（JST、以下同じ）開始に固定されてきたが、2部制となった第40回（1989年）以降は19時15分から20時の間を推移している。1部と2部の間には、その年最後の『NHKニュース』を放送する。殆どの回は5分の定時ニュースの形式だが、第50回（1999年）・第54回（2003年）・第55回（2004年）は10分に拡大し、『NHKニュース7』の短縮版とも言える形式で放送された。なおBSハイビジョンでは放送されず、『デジタル紅白歌合戦』と題したNHKホール前からのこの後の内容を紹介する中継に差し替えた年もあった。第69回（2018年） - 第71回（2020年）のBS4K・BS8Kはニュース前のつなぎコメントも含めてバックステージからの中継放送に差し替えている。
終了時刻は、総合テレビでは第13回（1962年）以降、一貫して23時45分である（放送メディアによっては例外あり）。また、次の番組も『ゆく年くる年』で固定されている。

## 出演者
出演者に対しては正式発表まで厳重な「緘口令」が敷かれ、原則NHK側からその都度発表される。一方で特に司会者と出場歌手の人選は注目を集め、大衆紙などでは正式発表の時期に「関係者からのリーク」として予想記事が出されることがある。

### 司会者
その年の紅白の「顔」ともいうべき存在で、例年その年の出演者の中でもっとも早く決まる（10月後半から11月）。正式決定とともに、本人出席のもとで記者会見がNHK放送センターで行われる（会見を行わず、広報を通じてコメントを発表するのみの場合もあり）。
第71回（2020年）までは、「紅組司会」「白組司会」「総合司会」の三者が設定されていた。紅組司会と白組司会はそれぞれの組の曲紹介を、総合司会は番組全体の進行や両組司会のサポートを分担してこなしていた。紅組司会と白組司会は平成初期までは「両軍のキャプテン」とも呼ばれていた。ただし、司会者とは別に「キャプテン」「チームリーダー」を両軍の歌手から一組選出した事が何回かある。基本的に紅組司会は女性が担当、白組司会は男性が担当する。紅組司会と白組司会はテレビタレントが、総合司会はNHKアナウンサー（東京アナウンス室在籍）が担当することが多い。かつての白組司会はNHKでレギュラー番組を持つ中堅・ベテランクラスの俳優や歌手、もしくは放送時点で東京アナウンス室勤務でなおかつ知名度の高い男性アナウンサーが選ばれていた。紅組司会は白組と同等クラスの女優やタレント・歌手を起用する事が多かった。その後、平成に入ってからは白組司会はNHK・民放問わず司会経験が豊富なタレントや司会未経験も含めた俳優（主にその年あるいは翌年の『大河ドラマ』の主演）、第59回（2008年）から第70回（2019年）までは12年連続でジャニーズ事務所（当時）の所属タレントやグループが起用されていた。紅組司会はその年の『連続テレビ小説』（朝ドラ）の上期・東京制作分のヒロインなど女優が務める事が多い。例外として総合司会も含めてNHKのニュース・バラエティなどの番組で司会を務める東京アナウンス室のアナウンサーのみで務めた回もある。一方の総合司会は総合テレビで放送されるニュース番組のメインキャスターやバラエティ・音楽番組の司会者であり、知名度も高いアナウンサーが起用される。第34回（1983年）のタモリ、第56回（2005年）のみのもんた、第68回（2017年）から4回連続で司会を務めた内村光良といったタレント・芸人を起用する回もある。全員のうち、アナウンサーは必ず最低1名は入っている。両組・総合司会は通常それぞれ1人ずつだが、複数名が担当した第37回（1986年）や第54回（2003年）、グループが担当した第61回（2010年）- 第65回（2014年）などの例外がある。
第56回（2005年）は例外的に三者の枠を取り払った司会設定がなされた。また、第72回（2021年）以降もこの方式が用いられている。
司会担当者は、ほかの長時間番組や音楽番組と比べて特定の人物が何回も続けて担当することは少ない。場合によっては司会未経験のタレントが抜擢されることもある。紅白の台本は、生放送という関係上非常に細かく設定されており、進行上アドリブの必要性は少なく、あくまで「司会者」を演じる役者的性質が強いためである。秒単位で台本が設定されており、アドリブひとつするのも大変で、第71回（2020年）以降司会を務めた大泉洋は、第71回の時にはアドリブを入れたいがために、事前に総合司会の内村光良に相談していた。
司会が歌手の場合は、出場歌手を兼ねる場合もある。その場合の曲紹介は相手の司会者か総合司会が行うことが多いが、第48回（1997年）では白組司会を務めた中居正広は自身が所属するSMAPの曲紹介を自ら行った。

### 歌手
出場歌手はおおむね紅白両組それぞれ20組から30組の間を推移している。対戦に組み込まれる正規の歌手は番組への出演が「出場」と呼ばれ、「出場回数」も正式にカウントされる。例年11月下旬に発表記者会見が行われ、その年の初出場の歌手が出席するか、あるいはメッセージが公表される。
両組の割り振りは、メインボーカルの性別を原則とする。そのため、和田アキ子、原由子などは出場形態の違いにより両組からの出場経験がある。番組初期においては厳密に紅組=女性、白組=男性と分けられており、男女混成グループは本来の形態での出場が不可能であった。そのため片方の性別のメンバーのみでボーカルとコーラスをまとめるなどのアレンジが行われていた。男女混成グループが初めて出場したのは第19回（1968年）のピンキーとキラーズであり、この際も、どのような扱いにするのかで揉めたという。結局メインボーカルがピンキーであったため紅組となったが、初出場時のみ男性メンバーは歌手席に座れなかった。その他の主な割り振りの例は以下の通り。
- 男女のデュエットは紅組から出場することが多い。しかし、第20回（1971年）と第21回（1972年）のヒデとロザンナ、第29回（1978年）の平尾昌晃・畑中葉子はそれぞれ白組から出場。さらに、第62回（2011年）の芦田愛菜・鈴木福、同回の夏川りみ・秋川雅史、第68回（2017年）の椎名林檎とトータス松本はそれぞれ紅組・白組から出場した。
- 女性メインボーカルのグループでも、第22回（1971年）のはしだのりひことクライマックスと第23回（1972年）の青い三角定規は、他の出場歌手との兼ね合いからそれぞれ白組から出場。第59回（2008年）のPaboは全員女性だが、同じフジテレビ系列『クイズ!ヘキサゴンII』出身グループの羞恥心とセットで「羞恥心 with Pabo」として白組から出場。
- 混声ボーカルのグループでは両組から出場した例があり、AAAとHYの2組が挙げられる。このうちAAAは、同一名義で両組から出場した史上初の例である。
- 第73回（2022年）では、SEKAI NO OWARIが過去白組から出場していたが、この年初めて紅組から出場した[注 15]。これは同一名義で両組から出場した史上2組目の例である。
- 第69回（2018年）では、YOSHIKIが当初「YOSHIKI feat.HYDE」として白組から出場することが決まったが、その後追加発表で「YOSHIKI feat.サラ・ブライトマン」としても出場することが発表され、史上初めて同一回において紅組・白組両組から出場した。
- 第73回（2022年）では、Vaundyが白組から出場することが決まったが、その後追加発表で「milet×Aimer×幾田りら×Vaundy」としても出場することが発表された。これは同一回で両組から出場した史上2組目の例である。
- 第74回（2023年）では、miletが紅組で、MAN WITH A MISSIONが白組から出場することが決まったが、その後曲目発表で「milet × MAN WITH A MISSION」「MAN WITH A MISSION × milet」としてそれぞれ紅組・白組から出場することが発表された。これは同一回で両組から出場した史上3・4組目の例で、同一回で2組の歌手が両軍出場する初の例である。
- トランスジェンダーの歌手では、第58回（2007年）にMtFの中村中が紅組から、第74回（2023年）にFtMの莉犬（すとぷり）が白組から出場した。
- 第56回（2005年）でフジテレビ系列『ワンナイR&R』内でガレッジセールのゴリが女装（歌手デビュー）したキャラであるゴリエが、女装した男性のソロでは初めて紅組で出場した。正確には「Gorie with Jasmine & Joann」として活動しており、メインボーカルはゴリエではなく、女性であるジャスミン・アレンとジョアンであるため（ゴリエ本人も若干ソロパートがある）、紅組出場となった。
- 素顔を公表していないアーティストでは、第71回（2020年）にGReeeeN、第74回（2023年）にAdo・すとぷり・MAN WITH A MISSION、第75回（2024年）にtuki.が出場した[28][注 16]。

複数の名義で並行して活動している歌手は、かつては原則両方で出場することはできず、沢田研二が第40回（1989年）において、ソロ名義とザ・タイガースの双方で出場した事例が長らく唯一であった。しかし、2000年代以降は同系列の複数のグループ・ユニットをメンバーが掛け持ちし、さらにそれぞれヒットする事例が出てきたため（ハロー!プロジェクト、AKB48グループ、EXILE TRIBEなど）、徐々に複数の掛け持ち出場が認められるようになってきた。
第26回（1975年）のずうとるび（日本テレビ系列『笑点』出身）以後、民放番組からデビューした企画の歌手（番組内のキャラクター）など民放色の強い歌手（日本テレビ系列『ウッチャンナンチャンのウリナリ!!』のポケットビスケッツ&ブラックビスケッツ、フジテレビ系列『ワンナイR&R』のゴリエ、フジテレビ系列『クイズ!ヘキサゴンII』の「羞恥心 with Pabo」など）が出場しており、該当の番組を特別に意識した演出（応援など）があるなど、民放とのコラボレーションに対しても比較的寛容である。対する民放の側も、デビューするときに「紅白を狙う」と公言したり、出場が決まった際には紅白本番中やその舞台裏の模様を後日番組内で「紅白ドキュメント」などと銘打って放映したりすることがあるなど、紅白とのコラボレーションに積極的である。
「歌合戦」と称しているものの、演奏のみで歌わないグループの出場もある。
また、第58回（2007年）以降は、紅組・白組どちらにも属さない「特別枠」（特別出演とも）という形式で出場する例が常態化している。それ以前も「ショーコーナー」などと題して、紅組・白組どちらにも属さない形式でのパフォーマンスが披露される機会はあったが、制作側が「特別枠」の設定を明言するのは第58回が初めてであった。「特別枠」として初めて出場したのは小椋佳。以後、大物歌手、一度紅白を卒業したが1回限りの復帰をする歌手、海外のアーティスト、バラエティ性が高いがその年に話題となった楽曲を歌唱する歌手、引退・活動休止前最後のテレビ歌唱となる歌手、復帰後最初のテレビ歌唱となる歌手などが「特別枠」として出場を果たした。いずれにせよ、通常の出場歌手に比べて特に話題性を重視した選出がなされる。また、第71回（2020年）の玉置浩二のように司会のリクエストで出場するケースもある。基本的に特別枠では出場回数はカウントされないが、MISIAとさだまさしが特別枠から出場した後に紅組・白組から出場した際には、出場回数が通算でカウントされていた。また、第69回（2018年）のサザンオールスターズ、椎名林檎、宮本浩次もそれぞれ出場回数がカウントされている。

### 歌手の選考
基本的には、その1年間にヒット曲を出した歌手を対象として、出場者の選考が行われる。本人や所属レコード会社・所属事務所に対して、選考対象とされることや出場への意思の有無の確認が行われ、例年11月ごろの選考会議で最終決定される。発表と同時に記者会見が開かれ、『NHKニュース』をはじめ各メディアでも報道される。この記者会見には初出場者が出席することが恒例となっている。第61回（2010年）以降、出場者発表会見はインターネットでもストリーミング配信で生中継されている。
番組側は基本的に選考の過程や理由などを明らかにはしておらず、非選出者については発表記者会見の質疑応答の中で、最低限の事情を明らかにしている程度である。近年の出場歌手発表の際には、選考にあたっての判断材料として「今年の活躍、世論の支持、番組の演出・企画に沿う」という3点が具体的に提示されている。第74回ではこの3点を中心に、以下の6つのデータが出場歌手決定の参考資料とされた。
- CD・DVD・Blu-rayの売り上げ
- インターネットでのダウンロード・ストリーミング・ミュージックビデオ再生回数・SNS等についての調査
- 有線・カラオケのリクエスト等についての調査
- ライブやコンサートの実績
- 7歳以上の全国2024人を対象にNHKが行った「ランダムデジットダイヤリング」方式による世論調査の結果（質問は「紅白に出場してほしい歌手男女各3組」）。
- 7歳以上の全国8000人を対象にNHKが行ったウェブアンケート調査の結果（質問は「紅白に出場してほしい歌手男女各3組以上10組まで」）。

これらは時代の変化に合わせて微妙に変えているが、このような参考資料を検討のうえ、総合的に決定している。
出場歌手選考の参考として、第23回（1972年）の選考時より「ご意見を伺う会」が発足し、その会員から意見を求めるという体制が第38回（1987年）まで続いた。NHKが視聴者を対象に行うアンケート結果は第37回（1986年）までは重視されていたが、以降は参考程度に留められているという。原則としてアンケート結果は公表されない。
紅白の出場歌手に選出されるには、第一義的には音楽業界での活躍、すなわち音楽セールスの実績（CD、DVD、Blu-ray、音楽配信、USEN、カラオケなど）・実力・知名度・話題性・世論の支持・歌唱力・同回のテーマとの合致などが重要となるが、ほかにも以下の条件が存在するとの指摘がある。

#### NHKへの貢献度
NHK番組への出演・関与や番組主題歌の歌唱など、NHKに対する貢献度が選考を左右するとも言われている（番組側からは明言されていない）。たとえば連続テレビ小説や大河ドラマへの出演や、その主題歌、オリンピック（パラリンピックも担当）・FIFAワールドカップなどのNHKスポーツ中継テーマソング、NHK全国学校音楽コンクール課題曲（中学校の部）提供などの場合、出場しやすい面があり、本番中もタイアップにちなんだ曲紹介や演出がある。ただし、第67回（2016年）のMr.Children、第69回（2018年）のDREAMS COME TRUE、第70回（2019年）のスピッツとSHISHAMO、第71回（2020年）の秦基博、第73回（2022年）のDISH//など、上記のようなタイアップがありながら出場しない例も存在する。

#### 事務所ごとの出場枠
出場歌手については、所属する芸能事務所毎に一定の枠・数的制限が設けられる慣例があるとされる。これは出演者が特定の事務所に偏らないようにするための配慮であり、かつて芸能事務所毎の枠がなかった1部制時代の1980年代前半までは、例えば第25回（1974年）で出場歌手の紅白計50組中10組を当時全盛期にあった渡辺プロダクションに所属する歌手が占めるという状況も見られた。しかし、その後は一定の枠が事実上設けられる状況となったため、かつての渡辺プロほどの規模で特定の事務所が出場枠の一定割合を専有することは難しくなった。
一方で、事務所枠の関係と思われる理由から、大ヒット曲を出しながら出場機会に恵まれない例もある。例えば、ジャニーズ事務所（当時）に所属する歌手の出場は、第48回（1997年）以降長らく、SMAP・TOKIOの2組に限定されていた。その後、第60回（2009年）に初出場の嵐とNYC boys加えた4組が出場してからは、同事務所からの出場歌手も増えていき、第66回（2015年）・第71回（2020年）は7組が選出された。

#### 不祥事の有無
NHKは公共放送でありその番組は国民が払う受信料によって制作され、出演者に対するギャラも受信料から払われている。そのため、イメージがクリーンであることも、出演者の選出・決定にあたって重要な必要条件の一つであるとされる。実際に、この条件が原因で落選や辞退、あるいは出演の取消という事態が発生している。
特に日本の芸能界は"黒い交際"、すなわち暴力団・ヤクザなどの反社会的勢力が興行師として采配していることが多く、これが表面化すると選考にも決定的な悪影響を及ぼすとされる。それは大物歌手・ベテラン歌手であっても例外ではない。過去には長年紅組トリを独占していた美空ひばりが、1973年、暴力団構成員であった弟・かとう哲也の逮捕をきっかけに、三代目山口組・田岡一雄との関係が問題視され、アンケートの支持が低下し、「ご意見を伺う会」からの批判が相次いだことを理由に落選。正式な出場歌手としてはついに復帰しなかった。また、第37回（1986年）では、北島三郎と山本譲二が暴力団主催の宴席に出席していたことがメディア報道され、本番の差し迫った12月29日に出場辞退を余儀なくされた。代役として角川博と鳥羽一郎が選出されたものの、今度は鳥羽が自身も暴力団との過去の関係を自ら申し出て、この一件に対するNHKの偽善の姿勢を批判して辞退した（代役はシブがき隊）。
2011年には、暴力団の影響力排除を目的とした各都道府県の暴力団排除条例が施行され、人気司会者であった島田紳助が暴力団との交際発覚を理由に芸能界を引退し大きな話題になったことなどもあり、NHKも暴力団排除指針を公表。同年の第62回の選考をめぐって、黒い交際の情報がある人物は排除しなければならず、NHKが出場候補者の人選に通常より神経を使い、報道局など組織内の多くのリソースも投入していると各メディアで報じられた。
第74回（2023年）では、ジャニー喜多川性加害問題を受け、SMILE-UP.（旧ジャニーズ事務所）側の被害者への補償や再発防止などの対応が明確でないとして、状況が改善されない限りは同事務所所属タレントは出場不可能とする方針を発表し、実際に1組も選出されなかった。

#### 出場辞退
出場歌手発表時、「誰が出場したか」と同様に、「誰が出場しなかったか」にも注目が集まる。特に1980年代からはミュージシャン系の歌手を中心に「辞退をすることがステータス」「出たら負け」という風潮が高まり、出場の打診を歌手サイドの意思で断る事例が増えた。これらのアーティストは「出場辞退組」と呼ばれるようになる。辞退する理由はさまざまで、知名度が出てきたころに数度だけ出場する例（THE ALFEE、サザンオールスターズなど）、NHKとの不和が原因で出場しない例（アリスなど）、紅白のコンセプトに賛同しない例（小田和正、Mr.Children、松山千春など）などである。但し、これらのアーティストの中でも後年になって出場するケースも出ている。
またB'zは年末年始は仕事をしないというコンセプトから、30年以上出場していなかったが、第75回（2024年）に初出場した。
また、常連歌手がある時点で自発的に「勇退」を宣言、翌年から出演を取り止める例もある。最後の出場回の前に宣言したときには、最後のステージとして花を添えることも可能である。一方で、落選したのを契機に「勇退」を宣言するケースもある。常連歌手など功労者を落選させる場合、番組側が該当歌手の名誉のために、公式には「辞退した」ことにさせる場合がある。
なお、出場が正式決定してから辞退し、代替出場の歌手が立てられたケースは少ないものの、以下の事例がある。
- 第2回（1952年） - 松島詩子
本番当日に交通事故で負傷したため。代役は越路吹雪。
- 第6回（1955年） - サンディ・シムス（サンディー・シムス）[注 46]
飛行機が欠航した影響で、本番当日までに滞在先の香港[注 47]から東京に戻れず。代役は芦野宏。
- 第7回（1956年） - 雪村いづみ
本番当日の急病（胃痙攣）のため。代役は間に合わず、雪村の親友である江利チエミが出場者の印の赤い花を2つ胸につけて出場。
- 第21回（1970年） - 江利チエミ
「ヒット曲がない」という歌手側の意向。代役は日吉ミミ。
- 第22回（1971年） - 内山田洋とクール・ファイブ
ボーカルの前川清の急病[注 48]。代役はフォーリーブス。
- 第37回（1986年） - 北島三郎、山本譲二、鳥羽一郎
北島と山本は暴力団稲川会の新年会に招かれていたことが発覚したことにより辞退。鳥羽と角川博が代役として出場が決定するも、鳥羽も過去に稲川会と関わりがあったことから辞退。鳥羽の代役はシブがき隊。
- 第39回（1988年） - 田原俊彦
所属事務所・レコード会社の同意を得てNHKが出場を決定したが、田原本人が「紅白は卒業した」として辞退を表明。代役は男闘呼組。
- 第42回（1991年） - HOUND DOG
歌唱曲の選曲をめぐってNHKとの間でトラブルとなり辞退。代役はバブルガム・ブラザーズ。
- 第55回（2004年） - 後浦なつみ
後藤真希、松浦亜弥、安倍なつみの3人による期間限定ユニット。安倍なつみが詩の盗作発覚により辞退。残りの2人はユニット名「後藤真希&松浦亜弥」[注 49]として出場。
- 第71回（2020年） - Snow Man
メンバーの一人が新型コロナウイルス（COVID-19）に感染したことが確認され、保健所から残りのメンバー8名全員が濃厚接触者に該当するとの判断が示されたため、活動を一定期間停止し出場辞退[49][50]。代役は立てず、白組が1組少ない状態で行われた。
- 第72回（2021年） - 松田聖子
娘の神田沙也加の急逝を受けて出場辞退[51]。代役は立てず、紅組が1組少ない状態で行われた。

サンディ・シムス、HOUND DOGは選出されたのがこの1回のみで、幻の出場となっている。後浦なつみについてはメンバー3人が別名義で出場経験あり。このほか、出場する予定だったグループの一部の人物が病気・負傷・不祥事などの理由により欠場・出演辞退という事態になり、残りのメンバーで出場したケースも存在する。

### ゲスト審査員
その年を代表する著名人が10人前後起用されることが恒例である。審査への参加だけでなく放送内で随所で司会者とのトークが挟まれ、番組の進行にも関わる。第55回（2004年）までは「特別審査員」と呼ばれており、またNHK番組制作局長が「審査委員長」と呼ばれていた。第72回（2021年）は最も少ない6人で行われた。
ゲスト審査員の発表はもっとも遅く、12月下旬に行われる。審査員は主に芸能人・スポーツ関係者・音楽関係者・文化人・メディア関係者の中から選ばれることが多いが、一番起用される可能性が高いのは、翌年の『大河ドラマ』（まれに当該年度or次年度・前期の『連続テレビ小説』）の主演（まれに準主演）であり、司会や歌手に選ばれた場合を除き、ほぼ毎年審査員となっている。また、『大河ドラマ』の脚本家が出演したこともある。このほか、NHKのレギュラー番組の出演者が審査員になる場合がある。近年は、民放の番組で活躍した出演者が審査員になるケースも増えている。かつては政治家や企業経営者、珍しいケースでは日中国交正常化後に初めて中華人民共和国（中国）へのフライトを担当した民間航空会社の機長が起用されたこともある。
スポーツ関係では、かってはプロ野球の日本シリーズ優勝チームの監督や主力選手、大相撲の看板力士（その年に新横綱、新大関になった力士など）が多かったがプロ野球では、第67回（2016年）、同年の日本シリーズの優勝チーム（日本一）の北海道日本ハムファイターズに当時在籍し同年のパリーグ最優秀選手賞（MVP）を受賞した大谷翔平以来しばらく選ばれなかった。第73回（2022年）に東京読売巨人軍（当時）の王貞治が1964年に達成した日本人かつ左打者によるセントラル・リーグ公式戦年間最多本塁打の記録を55本から56本に更新し史上最年少で令和初の三冠王になった東京ヤクルトスワローズの村上宗隆がプロ野球選手としては久しぶりに選出された。大相撲では第63回（2012年）、当時第70代横綱の日馬富士公平を最後に選出されていない。サッカーはJリーグ発足の1993年（第44回）、当時のJリーグチェアマンだった川淵三郎を皮切りに数多くの選手・監督が選ばれた。プロゴルファーでは第57回（2006年）には横峯さくら、第70回（2019年）には同年の全英女子オープンで優勝した渋野日向子などが選ばれた。オリンピック・パラリンピックのメダル獲得者は、競技と無関係の場への登場をよしとしない日本体育協会の意向から当初は選出されなかった。初例は第35回（1984年）における江上由美（ロサンゼルスオリンピック女子バレーボール・銅メダル）で、以後は選出が恒例となる（オリンピック・パラリンピック開催前年にメダルを期待される選手・監督が起用されることもある）。

### その他の出演者
上記のメイン出演者以外に、さまざまな著名人がゲストとして出演する。ジャンルとしては、歌手や楽曲と関連する人物の応援、楽曲提供者などの演奏参加、会場外からの中継の進行役（大抵はNHKアナウンサー）などさまざまである。また、その年ブレイクした若手のお笑いタレントが幕間でネタ見せするのも定番である。主要ゲストについては、本番前に逐一出演が発表されていく。
また、他局の現職アナウンサーの出演も実現している。
- 中村仁美（当時フジテレビ所属）
第59回（2008年）、羞恥心 with Paboの応援。
- 羽鳥慎一（当時日本テレビ所属）
第60回（2009年）、FUNKY MONKEY BABYSの応援。

第61回（2010年）からは、第72回（2021年）を除き『紅白ウラトーク』が実施されている。NHKホール座席の一部にセットを組み、放送時間中そこからのトークを副音声で放送し続けるものである。専属のMC（タレントとNHKアナウンサー）がおり、歌手、ゲストが入れ替わり立ち代わり出演する。

## 番組の流れ

### 本番まで
両組司会は（特にタレントの場合）、本番までNHK関連の仕事が入る。各テレビ情報誌の年末年始号の表紙に起用されることも多い（紅白の司会を務めるにあたってのインタビューも掲載される）ほか、両組司会を表紙にしたテレホンカードや図書カードも発売される。
出場歌手の曲目や曲順は原則すべて公開されており、曲目は12月中旬、曲順は12月下旬に発表される。
- 原則、1組1曲、その年に発表された自身の持ち歌を披露する。
- 演出上アレンジされたバージョンを披露する場合、「曲目」は元の曲名をアレンジしたもの（年号を振る、「紅白バージョン」などの副題をつけるなど）になることがある。
- 1年でヒット作を連発した歌手や数年越しの出演となる大物歌手は、メドレーとして2曲以上披露することもある。このときはあくまでメドレー自体が「曲目」になり、"メドレー"や"紅白スペシャル"など、披露曲がわからないことがある。
- 演出の都合上、過去の楽曲を披露することもある。特に、本人への支持は強いが新曲のセールスは振るわないベテラン演歌歌手などは往年のヒット曲を何度も歌唱することが多い。最多歌唱回数は「天城越え」の11回、次いで「津軽海峡・冬景色」の10回で、この2曲を歌う石川さゆりは第58回（2007年）以降10年以上両曲を隔年で歌い続けている。他にも女性アイドルグループではメンバーの卒業が紅白のステージとなった場合はそのメンバーが卒業曲のセンターを務めた曲を歌唱することが多いが、稀に卒業するメンバーの初センター曲や思い入れのある楽曲を歌唱することもある[注 55]。
- NHK特有の事情（歌詞や歌い方に性的な連想をさせたり、任侠ものの楽曲であるなど）で選曲できないこともある[54]。
- カバー曲のヒットや追悼企画などで、自身の持ち歌以外の歌を披露する例もあり、複数の出場歌手により歌唱された楽曲も存在する。
- 選曲権は基本的に歌手側には与えられない。このことが歌手から反発を買うことがあり、第42回（1991年）では披露曲をめぐって番組側と対立したHOUND DOGが出場を辞退した。布施明は番組勇退の理由のひとつに「（自身の）歌唱曲が固定している」ことを挙げている。

12月下旬に入ると、紅白のPR特番が多く組まれることも恒例で、司会者をはじめその年の紅白の出演者や紅白の関係者がゲストに招かれる。過去紅白の再放送や名場面放映を中心とした番組もある（いずれもBS2『思い出の紅白歌合戦』や『あなたが選ぶ思い出の紅白・感動の紅白』など）。
会場と楽屋を結ぶ下手側の通路の角に神棚があり、リハーサル開始前には神主を呼び、スタッフ勢ぞろいで成功祈願を行う。歌手はリハの合間に無事歌唱祈願するのが習わしである。
本番2日前の12月29日には台本が完成し、司会者・出場歌手・スタッフの顔合わせからリハーサルが始まる。台本は非常に厚く、トークも含めてすべてト書きされており秒単位での進行が組まれている。ただし一部の演出については、詳細を台本では白紙扱いにし（出場歌手や司会者にも伏せられる場合あり）、本番までシークレットにするものもある。顔合わせでは本番当日の段取り説明などがある。生バンドだった1980〜1990年代まではその後に一組ずつ音合わせ、さらに深夜に近い時間帯にはリハーサル室でNHKホールのステージを想定したオープニングや応援合戦などのリハーサルも行っていた。リハーサルはその後、放送時間の大型化などの関係でほとんどをNHKホールで行うようになった。
リハーサルと並行して司会者と出場歌手で面談が行われる。その面談では、司会者側より出場歌手に本番内での曲紹介の内容について説明したり、出場歌手側より司会者に自身の曲紹介をするにあたっての依頼や自身の歌唱にあたっての思い入れ・エピソードなどを語ったりする。この面談の内容が本番内で披露されることもある。ただし、第74回（2023年）で司会を務めた有吉弘行は、自身のラジオで『黒柳（徹子）さんが始めた面接。出演者と司会者で話をちょっとするっていう。（略）ずっと伝統であったシステムだけど、もうないんだって。楽しみにしてたのに』とコメントし、女性自身によると第68回（2017年）から面談が廃止になったと報道。また、メディア記者もNHKホールに詰め、リハーサル・本番の合間を縫って出演者への取材（ぶら下がり形式）が元日未明まで行われる。主に、同年の総括や翌年への抱負が述べられるのが恒例である。
NHK側から出場歌手に対しては弁当（ロケ弁）・ケータリングなどの提供は原則としてなく、代わりに自前で取り寄せたり、放送センター内の食堂を利用する他、司会者や歌手が差し入れを行うことも慣例である。
リハーサルは12月31日の日中まで行われる。その間の12月30日（以前は31日の本番前）には『日本レコード大賞』の受賞歌手が掛け持ちしている。31日の同時開催かつ紅白が21時開始だった時代は「レコ大」が20時50分に終了し、受賞歌手が「レコ大」の衣装のままNHKからの迎えの移動車に駆け込み、パトカーの先導でNHKホールまで急行、車中で着替えを済ませて本番開始の数秒前までに到着した歌手が次々にホールへと駆け込んでいた。
1990年代まではこれらの制作の流れを、NHKアーカイブスに残っている1970年代から80年代の複数の回の映像を混ぜて編集した直前特番として放送していた。

### 放送の進行
番組のオープニングおよびエンディングでは、歌手全員がステージに登場する。かつてはオープニングではステージに向かって出場歌手が入場行進・1980年代の回ではそれと共に出場歌手を一組ずつ紹介をすることが基本であり、放送開始から第32回（1981年）、第36回（1985年） - 第38回（1987年）、第40回（1989年）、第43回（1992年）、第47回（1996年）、第48回（1997年）は「乾杯の歌」を入場行進曲に使用していた。
タレントの両組司会は、オープニングは両組の色の晴れ着姿で登場する。総合司会は、男性アナウンサーの場合はスーツ、女性アナウンサーの場合はドレスを着用する（以降、スーツの場合を除き数度の衣装替えがある）。各司会の紹介を経て、そのまま最初の歌手の曲紹介へと入る。
原則として、紅・白両組の歌手が1組ずつ対決する形式である。歌唱時間は1回につき1組3分程度が定番だが、その回の目玉の歌手、楽曲においては優遇され、最長では10分近いこともある。一方で、さほどトピックスのない歌手の場合は2分弱まで短縮される。両組間の順番が途中で入れ替わることがあり、「攻守交替」と呼ばれる。
2000年代以降はこの対戦形式の原則に入らない事例も多くなり、対戦の途中に特別コーナーが入る例、対戦相手がいない例、歌唱順の対戦相手と演出上の対戦相手が異なる例、正規の対戦歌手とカウントされないながらも対戦枠に組み込まれる例などがある。さらに演出上、別々に出場したソロ歌手やグループが組んで1パッケージで登場することもあり、これらが原因で両軍で出場者数が異なる年もある。
4組程度の歌唱が終わったところで、原則総合司会のアナウンサーがゲスト審査員を紹介、また審査方法や総合テレビの生中継以外のメディア展開（ラジオブースや裏トークチャンネル、パブリックビューイングなど）を説明する。司会の定位置は舞台脇の花道部分であり、ここで曲紹介やほかの出演者とのトークを行う。舞台は紅組が下手、白組が上手に割り当てられており（第4回〈1953年〉のみ逆）、番組前期は曲紹介も両方の花道で別々に行われていたが、NHKホールは楽屋が下手側にあるため、のちに白組も最初と最後の2組程度以外は下手側で行うようになった。以降原則両組司会が番組進行を担当し、総合司会のアナウンサーは要所要所で両者の進行を補助する。
原則出演歌手は中継も含めて生放送内で歌唱するが、録画出演もまれに行われる。
舞台転換やステージの演出にも凝っており、時にはワンステージのために多額の費用や長時間を費やすこともある。3Dマッピングなど、最新の映像技術も駆使される。歌手側も、「豪華衣装」が目玉となった小林幸子と美川憲一を筆頭に、晴れの紅白のために多額の自己負担をする場合がある（福山雅治はオーダーメイドの衣装のため、持ち出しが多く、赤字だと明かしている）。出場歌手ではないが、第74回（2023年）では、ノブ（千鳥）が史上初めて私服で参加した。
歌の間にはその年のトレンドやテーマに沿ったコーナーがあり、歌手有志が参加する。NHKの人気番組が取り上げられることも多いほか、オリンピックなどスポーツにちなんだ演出が行われることもある。また、正規のステージにおいても歌手間での「応援」がある。特に1990年代以降では、視聴率の都合上、人気の高いポップス歌手を随所に登場させる（演歌歌手の演出としてのバックダンサーなど）演出がなされる。その年に亡くなった著名人の追悼企画が行われることも多い。
会場の観覧者にはペンライト、LEDライト、リアルタイムARシステム、サイリューム、造花、お面などの小道具が配られ、番組側の指示などに従って演出に参加する。出場歌手にもペンライトを配って、ステージ上で使用させることもある。
その年内をもっての引退・休業を発表した歌手や解散・活動休止を決定したバンド・グループ、グループからの卒業・脱退が決まっているメンバーがいるグループが選出された場合、「ラストステージ」として注目される。歌手の側も、区切りとして「活動年内限り」とする場合が多いため、視聴率の高い紅白が最後の舞台として選択されやすい。
両組最後に登場する歌手は「トリ」（後に登場する側は「大トリ」、司会者によっては曲紹介時に「歌い納め」と言う。）として、特別に注目を集める。通常、ベテラン、大御所と呼ばれる歌手が選出される。まれに若手歌手が選出されると、「大抜擢」と表現される。最後の数組の歌唱の際には、出場歌手も両方の花道に並ぶ。
トリは番組初期は演歌が流行していたこともあり、長らく演歌歌手が独占していた。初めて両組ともにポップス歌手から起用されたのは、演歌が記録的に不作であった第29回（1978年）の山口百恵と沢田研二である（山口百恵は当時19歳であり史上最年少）。その後、演歌の人気が低下してもこの傾向は変わらず、また演歌歌手も出演歌手中「大御所」の位置にあったため、トリを飾るには違和感がなかったこともある。ポップス歌手のトリが増えたのは、演歌歌手の出場が減った2000年代後半からである。ポップス歌手においても、DREAMS COME TRUE、髙橋真梨子、松田聖子など、ベテラン歌手の起用が多い。
- トリ歌手は「ソロ歌手でなくてはいけない」という慣例が存在したとされる。第43回（1992年）にトリをとった由紀さおりは、例年安田祥子とのデュエットでの出場が定番だったが、この年のみソロで出場している（安田はコーラスに回る）。グループでのトリは、第54回（2003年）のSMAPが最初である。白組でソロ歌手以外で務めたのはSMAP、嵐、ゆずの3組のみで、紅組でソロ歌手以外でトリを務めたのはDREAMS COME TRUEといきものがかりのみで、いずれも男女混合グループである。女性のみで構成されるグループ（乃木坂46をはじめとする坂道シリーズなど）のトリは未だ実現していない[注 68]。

- 中継出演が解禁されてからも中継出演者がトリをとった前例はなく、「トリは会場歌唱者が務める」との不文律もあるとされる[注 69][63][64][65][66]。
- 第35回（1984年）で引退前最後のステージとして都はるみが大トリを務めた際、歌唱後に会場からアンコールが行われ、特別にリストにはない2曲目が披露された[注 70]。
- 演歌・歌謡曲が大トリの楽曲となる時には、アウトロが華やかなファンファーレになるよう編曲されている。 第56回（2005年）まではこのファンファーレの演奏後、短いファンファーレと共に両方の花道にいた出場歌手が大トリの歌手に拍手を送りながら中央へ集合していた。
- 第64回（2013年）ではトリが変則的で、正規のトリとして髙橋真梨子・SMAPの歌唱後に、同回で勇退の北島三郎のステージ（「究極の大トリ」と位置づけられた）となった。
- 第69回（2018年）では正規のトリとして石川さゆり・嵐の歌唱後に、特別出演するサザンオールスターズのステージ（前述の北島同様、「究極の大トリ」との位置づけ）となった。
- トリの人選に関して第71回（2020年）から第75回（2024年）までトリの組み合わせが紅組がMISIA、白組が福山雅治が5年連続で担当しており、MISIAにいたっては6年連続で紅組トリを担当しており、マンネリ化がある問題が生まれているが、トリである以上、NHKホールで歌う必要があるため、条件が合致するアーティストがなかなかいないという問題もある[67]。

勝敗はゲスト審査員と会場の観客および地上デジタルテレビ放送の双方向システムや携帯電話を利用した視聴者の投票で決定する。審査とその結果の発表方式は回によって異なる。長らくは、全歌手の歌唱後のゲスト審査員と観客の投票で決まっていたが、21世紀に入ると会場外の一般視聴者からの投票も加わる（第1部終了時と合わせて2度）。一般視聴者の票は集計に時間がかかるため、第1部では残り2組（1対戦分）になったところで総合司会のアナウンサーが投票を呼びかけ、2組の歌唱中に投票と集計、ニュース直前に結果を表示する。最終投票時、第59回（2008年）以降は、投票中に「ハイライト」として、全歌手の歌唱シーンのダイジェスト（1組数秒、トータルで3分弱）を流すか、最後に全員歌唱で1曲が入る。投票中に、審査員やゲストを含め会場にいる出演者全員（労働基準法の関係上、実際にステージ上にいるのは18歳以上の出演者に限る）がステージ上に上がる。
優勝（勝利）チームが決定すると、テレビ画面には「○組優勝!!」のテロップが出て、天井から大量の紙吹雪がステージ一杯に降る（第19回（1968年）から。第19回は風船も一緒に降っていた。ちなみに初期のころはステージに紙テープを投げたり、天井から紙テープのみが降ったり（第14回（1963年） - 第18回（1967年））、くす玉が割れて、紙吹雪・紙テープ・風船が降る演出（第6回（1955年）・第11回（1960年） - 第12回（1961年））があった。テレビ番組での先駆けである）。ただ、2000年代ごろからは紙吹雪が優勝決定時には降らず、エンディングの「蛍の光」の場面で降る。そして、優勝組の司会者（キャプテン）に優勝旗が授与される（優勝旗授与を行う人物は回によって異なる。大抵はゲスト審査員のうちの1人）。また、この優勝旗には歴代の優勝チームの色のリボンが飾られている。1950年代ごろは、優勝チームが決定した直後に軍歌「凱旋」が合唱されるのが恒例だった。第72回（2021年）以降は優勝旗授与を行わずに番組が終了している。司会者統一制となった第72回（2021年）以降は優勝組のコメントは各組のトリを務めた歌手が担当している。
フィナーレは第4回以降、1960年代前半の一部の回を除き「蛍の光」を出演者（出場歌手・司会者・ゲスト審査員・ゲスト・合唱団など）ならびに会場の観客で大合唱することが恒例である。この場面のみに指揮者として参加する音楽家がいる。
第73回以降は、勝利チーム発表前に「蛍の光」の演奏が行われたため、フィナーレが勝利チーム発表となった。
- 藤山一郎は、死去する前年の第43回（1992年）まで合唱の指揮者を務めた（第22回（1971年）は岩城宏之が務めたが、総合指揮者として藤山も出演）。
- 藤山の没後、第44回（1993年）から第56回（2005年）まで宮川泰が務めた。
- 宮川の没後、第57回（2006年）から第67回（2016年）まで平尾昌晃が務めた。
- 平尾の没後、第68回（2017年）からは都倉俊一が務める[68]。

「蛍の光」の演奏は、1980年代までは回によって2番まで歌ったり（特に第33回（1982年）までの回、ならびに第50回（1999年）終了後の「カウントダウンスペシャル」）、1番を2回繰り返したりした年（第35回（1984年）、第37回（1986年）、第38回（1987年）、第41回（1990年））もあれば、一度大エンディング生演奏で締めた後、放送に入らない部分も含めてアップテンポの曲調でもう一度演奏を行った回（第33回（1982年）・第36回（1985年）・第37回（1986年）・第40回（1989年）・第43回（1992年）・第44回（1993年）・第50回（1999年）終了後の「カウントダウンスペシャル」など）もある。第41回（1990年）・第42回（1991年）は演奏を一度締めた後に「第九」をアレンジした曲を流している。
1990年まではステージにいるオーケストラに実際に指揮をしていたが、オーケストラを必要としない歌手が増えた1991年以降はステージの出場歌手と観客に向けての指揮になった。
「蛍の光」大合唱が終わると番組オリジナルアレンジの大エンディング生演奏が約20 - 30秒程流れる。放送開始 - 第31回（1980年）は、かなり暗めのアレンジで、ステージングもステージにいる出演者と会場の観覧者に一人一本ずつ配布されたペンライト照明のみというもの、第34回（1983年） - 第37回（1986年）、第38回（1987年） - 第42回（1991年）はほぼ同じエンディングアレンジを前者は4年連続、後者は5年連続での流用が続き、第45回（1994年） - 第51回（2000年）、第53回（2002年）、第64回（2013年） - 第67回（2016年）、第69回（2018年）、第71回（2020年）、第72回（2021年）の通算15回と、第52回（2001年）、第56回（2005年）、第58回（2007年）の通算3回に関しては、前者後者共に全く同じエンディングアレンジが流用され、その年その年で全く違った新規のエンディングアレンジが個別で設けられたのは、第32回（1981年）、第33回（1982年）、第43回（1992年）、第44回（1993年）、第57回（2006年）、第59回（2008年） - 第63回（2012年）（それぞれの年で別々のアレンジが施された期間が5年連続で続いた）、第68回（2017年）、第70回（2019年）のみとなっている。また、第64回（2013年）以降、第68回（2017年）と第70回（2019年）を除いて「第九」を織り交ぜたアレンジになっていることが多くなっている。
締めに単音が流れ（単音が3音連続で続いた第61回（2010年） - 第63回（2012年）、第68回（2017年）を除く）、曲終わりでの余韻を残したあとにミサイル型クラッカーがステージ上手、下手から客席上に打ち上げられ、そこで23時45分を迎えて番組が終了し、そのまま「ゆく年くる年」に切り替わる。

### 放送後
放送終了後にはNHK放送センターの1階食堂で出場歌手と司会者で打ち上げ会が行われる。
1月2日ごろに視聴率が発表され各メディアで話題になる。あわせて1分単位の視聴率も発表されるため、「最高視聴率を獲得したのは誰か」も興味の的になる。通常、トリまたはその付近の歌手が獲得する。
第73回（2022年）からは、放送した回の舞台裏・振り返りなどを特集する番組を放送している。ただし第74回（2023年）は、2024年1月1日に石川県能登地方で震度7の地震（令和6年能登半島地震）が発生し、地震関連のニュースを放送するため、放送が延期となった。

## 歴史

### 開始当初 - 1960年代
- 第二次世界大戦終結直後の1945年12月31日、ラジオ番組『紅白音楽試合』を放送。番組は「新時代にふさわしい音楽番組を作ろう」と考えたディレクターの近藤積の発案であった。近藤は剣道の紅白試合を念頭に置きつつ、「Speed, Sexuality, Sports」という娯楽の3要素を取り入れた番組を制作しようとした。当初は『紅白音楽合戦』の番組名で放送する予定だった[72]が、GHQが「敗戦国がバトルとは何事だ」との判断を下して、試合という意味のマッチに変更した。勝敗の判定や審査員はなく、応援団に相当する者も存在しなかったという。当時は大晦日に終夜電車は運行せず、終電に間に合わない歌手はNHK東京放送会館の音楽部の部屋の椅子でざこ寝をしてもらっていた[73]。音楽試合ということから歌以外の出場者も登場。木琴、マンドリン、尺八による曲を披露した。川田正子が唄った『汽車ポッポ』は元は戦時中の童謡『兵隊さんの汽車』だが、近藤が作詞者の富原薫に依頼して「兵隊さん 兵隊さん 万々歳」を「鉄橋だ 鉄橋だ 楽しいな」にするなどの変更を加えた。当時 大ヒットした『リンゴの唄』で同年の新人歌手 並木路子がベテラン勢と肩を並べて出場した。川田と並木は後の『NHK紅白歌合戦』には出場していない。
  - この事実上の第1回の放送は大みそかの22時20分 - 24時00分（元日0時）での放送で年越し番組であった。午前0時からは『除夜の鐘』を放送。これが『ゆく年くる年』の原型となる。
- 番組は好評となったが、当時は大晦日に同じ番組を続けるという発想はなく、1946年以降の大みそか番組として『紅白音楽試合』が編成されることはなかった。しかし、スタッフは『紅白音楽試合』の反響の大きさを忘れられず、放送の約5年後の1951年、「大みそかの番組でなければいいだろう」と正月番組として『第1回NHK紅白歌合戦』を放送した[注 74]。第1回の出場歌手は全員、1950年12月31日放送のNHK『明星祭』に出演していない。
- 第1回（1951年）は放送前に出場歌手の曲目や曲順を公表しなかった[74]。出場歌手は公表され、放送前の1951年1月1日付の『毎日新聞』の番組紹介記事に出場歌手名の記載がある[75]。対抗戦形式を意識し、紅組キャプテンの渡辺はま子、白組キャプテンの藤山一郎が相手の出方をそれぞれ見ながら誰に何を歌わせるかを決めるというものだった[76]。
- 第3回（1953年1月2日）までは正月番組として放送したが、同じ1953年の12月31日は第4回を放送。この第4回を機に『紅白音楽試合』と同様の大晦日の放送が定着した。これにより、1953年は番組を2回放送した。大晦日の開催を行った理由は年末年始は大規模な会場は大晦日しか開いていなかったことが一因で、番組側としても大晦日の方が人気歌手を確保し易いと踏んでいたが観客が集まるか不安がったという。それまでは「大晦日の夜の催し物は絶対に当たらない」というジンクスがあり、それを打破する為に第4回は出場歌手数を前回より5組増やす処置を取った。
- 正月開催時代はステージ上方には「謹賀新年」のプレートが飾られた。正月開催時代は岡晴夫、田端義夫、小畑実といった当時の人気歌手は正月公演の為に出場しなかったが[77]、これらの歌手も大晦日開催移行後に出場するようになった。
- 第3回から実況アナウンサーが登場するようになる。初期は「スポーツ」がコンセプトの一つであることから、一線級のスポーツアナウンサーが務めた[78]。
- 第4回のテレビ本放送開始と同時に視覚的な演出も行われ、選手宣誓や優勝旗の返還や授与を開始。同回より番組名に回数がカウントされるようになる。初期の3回は全てが白組優勝となったが、同回は紅組が優勝を初めて果たした。初めて敗北を喫した白組の出場歌手は口を揃えて「テレビは怖い。今回は（紅組女性軍の）衣装に負けた」と悔しがったという[79]。
- 紅組歌手の衣装重視傾向は、後のカラー放送開始後は更に拍車がかかった[80]。
- 1953年2月1日、NHKはテレビ本放送を開始したが一般家庭へのテレビ普及は程遠く、テレビ番組として独自に制作をするには予算的にも厳しく、NHKラジオの人気番組を中継するということが頻繁に行われ、紅白もその一つだった。しばらくはラジオが主で、テレビが従という考え方で制作した[81]。
- 初期の3回分は内幸町のNHK東京放送会館（当時）が会場だった。1953年12月、第4回のラジオ・テレビ同時中継開始以降は東京宝塚劇場・日本劇場（日劇）・日比谷公会堂・産経ホール・新宿コマ劇場[注 75]などを転々としたが、第24回（1973年）以降はNHKホールに固定している。第72回（2021年）はNHKホールが耐震補強と設備更新などの工事で休館する為、東京国際フォーラムで開催した。紅白歌合戦がNHKホール以外で行われるのは第23回（1972年）の東京宝塚劇場以来、49年振りである。
- 黎明期の紅白については現存する資料が限られ、保存状況は次の通りとなっている。
  - 写真資料は第1回の写真は残っておらず、第2回（1952年）以降は全ての回の写真が現存する。
  - 音声は初期の回はNHKに保存が無かったが愛知県名古屋市在住の一般視聴者が第5回（1954年）からラジオ中継の音声を録音していたオープンリールテープが1999年末に発見され、NHKに提供した。同回以降はラジオ中継の音声は上記の男性から全て提供されたものかどうかは詳細不明だが、第13回（1962年）までの全ての回の音声が現存する。初期回の音声はNHKラジオ（ラジオ第1、NHK-FM）の特集番組[注 76]で紹介されることがある。
  - 映像はテレビ放送の開始当初は映像の保存技術が確立されず、1950年代末の2インチVTR導入後もテープの使い回しが一般的であり、初期の回の現存は少ない。現存する映像は全編は第14回（1963年）が最古で、第13回（1962年）はラジオ中継の音声と共に当時のニュースで一部を紹介した映像が現存している。第15回（1964年）からはカラー放送となったが同回の映像はカラー・白黒ともに現存せず、ラジオ中継の音声が現存する。第15回を除いた第14回以降の1960年代は全ての回の映像が現存するがモノクロVTRの第16回（1965年）は欠落部分があるがカラーVTRは第19回（1968年）は保存状態は良くないがカラーフィルムも現存する。第21回（1970年）はカラーで現存するがフィルム映像で保存状態が悪く、一部が欠落している。第22回（1971年）はカラーのビデオ映像が現存するが保存状態の良くない部分がある。第23回（1972年）からはNHKがVTRで保存するようになり、同回以降の映像は全てが安定したカラーのビデオ映像で現存する。
    - なお、2025年3月にNHKが放送を開始して100年になるのを記念したプロジェクトの一環で、現存する初期の紅白の映像をビデオレストア技術によって映像の乱れを修復、4K同等のクオリティへの再生を実施している。こうして再生された映像は、第一弾として第22回のリマスター版を、2024年12月14日・15日の2日間にわたり前後編で全編放送するのを皮切りに、順次放送する予定となっている[82]。
- 第8回（1957年）まで出場歌手はソロ歌手に限られていた。第9回（1958年）は水谷良重・東郷たまみ・沢たまき、ダークダックスがグループとして初出場。以後はグループも多く出場するようになった。第13回（1962年）まではグループは対戦相手のグループと必ず競う格好となっていた。
- 第14回（1963年）より、全国のファンからの関心が高まってきたことから当時の芸能局内に「紅白歌合戦実施委員会」を設置。毎年秋になると同時に実施の準備が始まる。
- 1950年代の紅白は、外国曲の選曲が多く行われた[83]。
- 黎明期（第7回頃）までは戦前・戦中派の歌手が常連として名を連ねていたが第8回（1957年）を以て、戦前からの第一人者的存在である藤山一郎が後進に道を譲る形で歌手としての出場を辞退。以後は回を重ねる毎に戦前派の歌手は出場しなくなった。入れ替わるように、第10回（1959年）は新世代デュオ歌手のザ・ピーナッツが（姉妹・兄弟での出場はこれが初めて）、第11回（1960年）は御三家の筆頭として、1960年代の歌謡界を牽引するスター歌手となる橋幸夫、ロカビリーブームの第一人者である平尾昌章（現・平尾昌晃）が、第12回（1961年）はNHKで当時放送中の『夢であいましょう』内の「今月の歌」コーナーから誕生した『上を向いて歩こう』のヒットにより、坂本九がそれぞれ初出場するなど、出場者の顔触れは世代交代の色が年々強く反映された。第13回（1962年）は前年まで連続出場していた淡谷のり子、林伊佐緒、伊藤久男が落選。戦後派の歌手の顔触れとなった。
- 第11回（1960年）前後までは同じレコード会社の歌手同士を対戦させるのは極力控えていたという。その後は同じレコード会社の歌手同士の対決も行われるようになったがトリ同士の対決はこの後もしばらく続いた。
  - 紅組のトリは第1回以降は第27回（1976年）まで第4回を除き[注 77]、コロムビア所属の歌手が一貫して務めた。村田英雄などのコロムビア所属の男性歌手は白組のトリを務める事ができなかった[84]。紅白史上初のコロムビア所属の歌手が白組のトリを務めるのは第34回（1983年）の細川たかしが初となる。
- ビデオリサーチ社のテレビ視聴率調査が第13回（1962年）から開始した。同回の視聴率は80.4%を記録。第14回（1963年）の視聴率は81.4%を記録した[85]。これはビデオリサーチ社の全統計史上、最高のテレビ視聴率であり、紅白史上初である[注 78][注 79]。
- 美空ひばりは第14回 - 第23回は紅組のトリを一貫して務めていた。1973年に実弟が暴力団絡みの事件で逮捕されたことが発端となり、ひばり公演の開催中止が全国各地で相次ぎ、人気が急降下。同年の第24回は落選した。その後は第30回〈1979年〉に「30回記念 特別ゲスト」扱いで藤山一郎と共に復帰。『ひばりのマドロスさん』『リンゴ追分』『人生一路』のメドレーを披露した。
- 1960年代のグループサウンズ全盛時代は長髪のグループは“不良”という意見が根強く、当時のNHK会長の意向で出場できなかった。実際、NHK会長は「長い髪の毛のグループ・サウンズは出演させない」と発言。国会で参考人招致される事態となった（NHKの不祥事参照）。第18回（1967年）のザ・タイガースはその一例である。出演できたのは短髪のジャッキー吉川とブルー・コメッツだった。時が経ち、演歌歌手やアイドルが長髪にするケースも出た為、長髪は解禁となった。
- 沖縄県はアメリカ合衆国の施政権下で、第15回（1964年）までは放送されなかった。本土と沖縄を結ぶテレビ中継用マイクロケーブルが完成した第16回（1965年）よりテレビは沖縄テレビ、ラジオはラジオ沖縄がスポンサーを付ける形式で放送開始。テレビは沖縄放送協会 中央放送局が1968年にテレビ放送を開始すると同年の第19回より同局での放送に移行。1972年の本土復帰でNHK沖縄放送局の放送となった。ラジオは1972年にNHK沖縄放送局がラジオ放送を再開すると同年の第23回より同局での放送となった。
- 第20回（1962年）からはオープニングの入場行進時に出場歌手名がテロップで流れるようになった。1969年から『日本レコード大賞』（TBSテレビ）が同日の19時 - 21時に開催。テレビ生中継を行う。歌手の『レコード大賞』から紅白への大移動が始まった。この大移動は『日本レコード大賞』の開催日繰り上げにより、2005年で終了した。この時期は『レコード大賞』と同じ衣装で出演する歌手が存在した。
- 1960年代後半から1970年代はステージの後ろに出場歌手が並んで座る「歌手席」が設けられることが一般的だった。
- 詳細は以下を参照。

1951年 1952年 1953年1月 1953年12月 1954年 1955年 1956年 1957年 1958年 1959年 1960年 1961年 1962年 1963年 1964年 1965年 1966年 1967年 1968年 1969年

### 1970年代 - 1990年代
- 1970年代になると新三人娘、新御三家、花の高一トリオに代表されるアイドルの台頭、フォークおよびニューミュージック、ロックグループの人気によって、紅白で歌われる曲の質は一変した。
- 公共放送であるNHKは番組中で商品名の使用を規制しているが、かつてはその規制も特に厳しく、紅白でも歌詞に関するトラブルが起こった。第24回（1973年）にかぐや姫の『神田川』の歌詞に出てくる「クレパス」（サクラクレパスの商標）を「クレヨン」に変えさせようとした結果、かぐや姫は出場を辞退した。第29回（1978年）でも山口百恵の『プレイバックPart2』の歌詞にある「真っ赤なポルシェ」を「真っ赤なクルマ」に変えさせようとしたが、実際には原詞通り歌われた。
  - 第71回（2020年）では瑛人の『香水』において、歌詞に登場する「ドルチェ&ガッバーナ」のフレーズについて広告面の問題で歌詞をそのまま使用できるかどうかの質問が報道陣より寄せられたが、NHK側は「そのままで問題ない」という見解を示しており、当日は原詞通り「ドルチェ&ガッバーナ」と歌われた[87]。
- 視聴率は、1970年代から1980年代前半はなお驚異的に高い域にあった。第25回（1974年）から9年間白組司会を務めた山川静夫が交代となった理由のひとつは視聴率の降下であるが、それでも最後の担当回である第33回（1982年）の視聴率は69.9%（関東地区・ビデオリサーチ社調べ）だった。とりわけ、都はるみの引退舞台となった第35回（1984年）の視聴率は78.1%であり、1960年代に匹敵する数字であった。ところが、以後は視聴率が大幅に落ち込むようになった。
- 第29回（1978年）からステレオ放送開始。
- 第32回（1981年）からこれまでホールの後ろから観客席を通って入場行進していた出場歌手は舞台の後ろから入場行進をするようになった。セットが見直され、大幅な舞台装置の交換が本番中にも可能となった。また応援合戦が少なくなり、歌手席が初めと終わりを除いて設置されなくなった（応援合戦の内容も従来の対抗色が強いものから紅白歌手入り乱れての内容が中心となった）。1980年代半ばごろから応援合戦のみは復活したものの、歌手席は初めと終わりにも設置されなくなった[注 80]。第42回（1991年）から入場行進、優勝旗返還、（両組司会や出場歌手の代表が行う）選手宣誓[注 81]が省略され、さらにそれまではステージ上やオーケストラピットで演奏していたオーケストラが表舞台に出演しなくなった。第53回（2002年）ではオーケストラが小規模ではあるが、久々に表舞台で演奏した。その後、第63回（2012年）で生演奏は廃止、バンドなどを除き事前に録音した伴奏を用いたものに変更された。同回よりエンディングの演出が華やかで明るいものとなる。第31回（1980年）までは、厳かで徐々に照明が暗くなっていく演出があった回もあった。
- 第31回（1980年）から第35回（1984年）の期間は「歌手による歌の祭典」という原点に立ち返るために原則応援ゲストを起用しなかった（まったく応援ゲストが登場しなかった回もあった）。
- 第33回（1982年）より、原則ほぼすべての歌唱曲の歌詞テロップがテレビ画面上に登場するようになった。また同回では通常、出場歌手発表後に決める曲目選定を出場歌手選考中の同年9月21日から行った。各レコード会社に「今年紅白に出場させたい人たちのリストを作り、歌唱希望曲を3つ書いて提出を求めるという試みを行った（歌唱希望曲については、自身の過去のヒット曲でも他人の持ち歌でも構わない」とのものであった）。ヒット曲不足の1年を振り返り、曲目によっては出演危機の歌手にもチャンスが与えられるような印象が業界に広まり、また出場させたいリストをレコード会社が提出した時点で出演意思の判断ができるということにもなった。
- 第34回（1983年）- それまでステージ上には紅組白組それぞれにバック演奏を務めるフルバンドと東京放送管弦楽団を配していたが、この年からなくなった。
- 第34回（1983年） - 第36回（1985年）まで金杯・銀杯の授与が採用されていた。これは歌は当然のことながら、衣装などの演出面や番組中の活躍を総合的に判断して授与するものであり、優勝チームから金杯の受賞者が、敗退チームから銀杯の受賞者が選出されることとなった。
- 1980年代の紅白はそれまでより話題を集めにくくなっていた。この時期にもっとも注目されたもののひとつが小林幸子の衣装であった。小林の衣装は1980年代半ばから派手になり、第36回（1985年）の『夫婦しぐれ』で十二単を、翌第37回（1986年）の『別離』ではクレオパトラの衣装を披露した。第42回（1991年）の『冬化粧』では鳥となって飛んだ。1990年代になると、小林と美川憲一の豪華衣装対決が注目されるようになる（2人が直接対決となった回もある）[注 82]。小林が巨大な機械仕掛けなのに対し、美川は間奏などにプリンセス・テンコー監修のイリュージョンで対抗している。小林と美川が紅白で着用する豪華衣装は高額な予算（数億単位の場合も）をかけて本番・出場歌手発表のはるか前である時期から制作開始される[注 83]ほか、2人の着用衣装は大みそか当日のスポーツ新聞や民放の情報番組やワイドショーで本番前ながら紹介されていた。またこの2人以外にも紅白で豪華衣装を披露する歌手が登場することがある[注 84]。
- テレビでの実況は第38回（1987年）が最後となり、翌第39回（1988年）からはラジオでの実況のみとなった。
- 第40回（1989年）から紅白は2部構成になった。同年昭和天皇が崩御し、「昭和を振り返る」という意味もあったが視聴者の音楽の好みが多様化し、多くの曲を揃えなければ需要に応えられないという視聴率対策の意味合いがあった。この試みは功を奏し、視聴率低落傾向に一応の歯止めがかかった。以後、1990年代は視聴率は50%前後で推移するようになる。
- 1989年以降、紅白の平均視聴率が低下したことなどを理由に、紅白の廃止が検討されたことがあるが、その都度廃止は取りやめとなっている。

- 1990年代には小室哲哉の作詞作曲した楽曲が市場を制覇したが、その影響は紅白にも表れ、多数の歌手が出場した。
- 第41回（1990年）において、初めてNHKホール以外から中継で歌唱するという演出が行われた。番組内で中継を挿入する企画はこれより以前からあったが、「ステージ上からパフォーマンスを届けることが紅白」との制作者側の共通認識から中継歌唱は行われてこなかった。このときは長渕剛がベルリンから15分にわたって3曲を歌った[89]。しかし、中継先で歌う演出はNHKホールの観客やほかの紅白出場歌手達にも不評を買い、その後、中継先で歌う演出は12年後の第53回（2002年）まで行わなかった（一方、中継演出が復活してからはその演出が定着している）。
- また、前年は採点の対象は第2部だけだったが、同回からは第1部も採点の対象となった。その影響で、同回から放送時間の前半が『日本レコード大賞』とバッティングするようになり、歌手の奪い合いや掛け持ちによる大移動などの問題がさらに大きくなった。TBSは紅白が『レコード大賞』の裏番組となることに大慌てとなったという。TBS側はNHKに苦言を呈したほか、長時間紅白の定着により毎回視聴率30%を誇っていた『レコード大賞』は視聴率を低下させていくこととなり、2006年から開催日を12月30日に繰り上げた（『レコード大賞』は紅白対策でこの年より「歌謡曲・演歌部門」「ポップス・ロック部門」の2部門、すなわち2組のグランプリを輩出させるように変更するなど、工夫を凝らすようになる）。
- 第42回（1991年）以降、オープニングに趣向を凝らした大がかりな構成・演出が行われるようになった。開会宣言を大物著名人が行うこともある。同回では、21時前のニュースによる中断までを第1部、21時から22時30分（森山良子・アンディ・ウィリアムスの対戦カードまで）までを第2部、22時30分から終了までを第3部とする計3部構成がとられた。ただし、第2部から第3部への移行時には中断が挿入されなかったため、ビデオリサーチ社による視聴率調査では第2部・第3部をあわせて“第2部”として取り扱われ、のちの紅白関連資料（NHKによる公式資料を含む）もこのビデオリサーチ社による区割りに則って今回の出場歌手・曲順が紹介されている。
- 1990年代以降、オリジナルソング・テーマソングを制作し、番組内で出場歌手らによって大合唱されるという演出が行われることがある（このときは参加者が楽譜を持って歌唱となる場合もあり）。これらの曲がのちにCD発売される、『みんなのうた』で放送される、NHK全国学校音楽コンクール課題曲に起用されるということもある。また翌年の紅白で出場歌手の歌唱曲として歌唱されるケースもある。
- 1990年代以降、ディズニーや人気アニメとのコラボレーション演出が行われることが多々ある。
- 第45回（1994年） - 第48回（1997年）までその年のNHK新人歌謡コンテストの優勝者に紅白の出場権が与えられた（1998年にNHK新人歌謡コンテストは廃止）。
- 紅白におけるNHKのロゴマークが第46回（1995年）から更新された。
- 1990年代後半を中心にヴィジュアル系バンドのブームが起こり、X JAPAN・LUNA SEA・GLAY・L'Arc〜en〜Cielらが出場した。
- 第50回（1999年）については、番組終了後、後座番組『ゆく年くる年』放送中の23時58分（30秒）ごろより画面が紅白終了直後のNHKホール内の映像に切り替わり、紅白出演者および観客による2000年に向けてのミレニアムカウントダウンの模様が放送された。その後、同回のオリジナルソングとして制作された『21世紀の君たちへ〜A song for children〜』の出演者による大合唱も行われた。通常、総合テレビの年越しの瞬間は『ゆく年くる年』内でシンプルに進行しており、さまざまな形式（大勢が賑やかに迎えることが通例）で新年のカウントダウンが行われる民放テレビ各局の年越し番組とは確実な差異があるが、この際は例外であった。また、BS2とアナログハイビジョンに於いては23時45分以降も「カウントダウンスペシャル」の名で継続放送され、翌年1月1日午前0時15分まで放送された。
- 詳細は、以下を参照。

1970年 1971年 1972年 1973年 1974年 1975年 1976年 1977年 1978年 1979年 1980年 1981年 1982年 1983年 1984年 1985年 1986年 1987年 1988年 1989年 1990年 1991年 1992年 1993年 1994年 1995年 1996年 1997年 1998年 1999年

### 2000年代 -
- 国民の生活様態の多様化などに加え、当時行われていたBSでのサイマル放送も一因となり[注 85]、地上波テレビ放送の視聴率は40%前後まで徐々に低下する。また、常連の出場歌手の中には全盛期を過ぎていたり、音楽セールスや絶対的な知名度があるとはいえないような者が多くを占めるようになる。演歌歌手は紅白に出るか出ないかで翌年の営業（コンサートなど）が大きく変わることから、紅白を敬遠する人は少なく、ポップス歌手のように辞退することがほとんどないためである[90]。
- 21世紀最初の紅白となる第52回（2001年）は、生放送娯楽番組におけるリアルタイム字幕放送を世界初実施。
- 民放各局もかつては大晦日の番組も通常編成で、紅白の「不戦勝」状態が続いていたが、このころから紅白に対抗する番組編成に乗り出す。特に第54回（2003年）では『K-1 PREMIUM 2003 Dynamite!!』（TBS系列）でのボブ・サップVS曙太郎戦時の視聴率が、紅白開始時1分間の例外を除けば調査開始以来初めて瞬間視聴率を4分間逆転されるという事態が発生した（このとき、紅白で出ていたのは長渕剛）。
- そのため、製作者サイドも新しい紅白へ変えるべく、従来の紅白から外れた取り組みを行っている。
  - 第53回（2002年）において、番組側は「日本音楽界の総決算」をテーマに掲げ、出場歌手・曲目の多ジャンル化を決行[91]。第52回（2001年）まで常連だった演歌歌手が次々に落選となり、同回以降、演歌歌手の出演数が従来の半分以下になった[92]。NHK関係者は「出場歌手別に視聴率を調査すると演歌のときが目立って下がる。やむを得ない」と語っている[93]。
  - 第54回（2003年）、『世界に一つだけの花』が大ヒットしたSMAPが大トリをつとめる。今回のSMAPの事例を機に以後、グループのトリ起用も普通に行われていくようになるが、2022年までに紅組でソロ歌手以外でトリを務めたのはDREAMS COME TRUEといきものがかりのみで、いずれも男女混合グループである。女性のみで構成されるグループ（乃木坂46をはじめとする坂道シリーズなど）のトリは未だ実現していない[注 86]。以降、演歌歌手が終盤を固める従来の構図は徐々に崩されていき、2010年代に入るとポップス系の歌手が終盤を占めるようになる。2010年代に入ると、演歌の業界の縮小にともない演歌歌手は出場自体が困難になり、常連の演歌歌手が「勇退」という形で相次いで紅白を去った（ただし中堅歌手の返り咲きや若手歌手の抜擢などによる入れ替わりがあり、人数が激減したわけではない）。
  - 第58回（2007年）を境に、出場歌手一同で行うアトラクションが廃止され、歌重視のシンプルな構成になる。同年から第60回記念（2009年）までの3年間は通し計画「歌力（うたぢから）」を設け、その一環で2007年は『クイズ紅白検定』が放送された。以降、各年ごとにテーマが設けられる。
  - 第59回（2008年）以降、第65回（2014年）を除き、得点集計中に全出場歌手登場シーンのハイライトを放送している。
  - 第60回（2009年）以降、NHKオンデマンドの「見逃し番組サービス」で元日から2週間前後にわたり、有料配信を行っている。SMILE-UP.所属タレントが出演する番組のインターネット配信はこのケースが史上初となる[94][注 87]。
  - 従来の紅白はステージ本体ですべて完結していたが、第58回（2007年）に楽屋ロビーからの中継が入ったのを皮切りに、出番外の歌手のトークや番組の裏側紹介などが行われるようになる（副音声の「紅白裏トーク」、生配信の「紅白楽屋トーク」など、同時進行で放送される形態もある）。
- 2004年には、紅白も担当したNHKプロデューサーが5,000万円近い制作費を不正支出していたことが明るみに出て、NHKは激しい批判にさらされることになった。紅白のあり方についても見直しが提起され、同年の第55回では出場歌手選考の透明感を出すことを目的に「紅白に出場してほしい歌手」と題された世論調査（7歳以上の3,600人を対象に「出場してほしい男女それぞれ2組の歌手」を記入してもらう）が実施された。ただ、歌手からの反発もあり、翌年の第56回（2005年）には視聴者から紅白で聞きたい歌を募ったアンケート『スキウタ〜紅白みんなでアンケート〜』が実施された。しかし、こちらも組織票が多く寄せられるなどトラブルがあり、1年限りで廃止となった。
- 第55回（2004年）と第67回（2016年）で審査方法に対する苦情が多く寄せられたことから、翌年の第56回・第68回は全審査員の投票数すべてをそのまま反映する方式を採用した。
- 2000年代前半は、NHKアナウンサーが紅組および白組の司会を担当することが多くあったが、第59回（2008年）以降は、白組司会はジャニーズ事務所の所属タレントが務めるようになり（第70回（2019年）まで12年連続）、紅組司会は、NHKの看板番組である『大河ドラマ』や『連続テレビ小説』のヒロイン女優（あるいはヒロイン予定者・経験者）が基本的に務めるようになっている。
- 第59回にはMr.Childrenが、第60回（2009年）には矢沢永吉がそれぞれ初出演し、以降は例年「辞退組」の招聘に成功している。矢沢は「特別枠」での出演であり、以降の「辞退組」も、対戦の枠外なおかつ中継での出演が多い。
- 2000年代半ばごろからNHKホール外からの中継が復活し、中継のステージが毎年数組入るようになっている。大物歌手がコンサート会場から中継出演[注 88]するほか、NHK側がステージ（あるいは中継会場）を用意するケース[注 89]もあり、特に後者は大々的な演出が行われるようになる。中継で出演すること自体には和田アキ子や北島三郎が苦言を述べたことがあり、北島は「ホール側に穴が開く」と表現した。
- 2010年代になってCG技術が飛躍的に進歩を遂げると、それを用いた映像技術を駆使した演出が行われるようになった[注 90]。
- 第63回（2012年）から第66回（2015年）までは、生演奏のバックバンドが完全に消え事実上の「カラオケ」状態での歌唱となっていた。
- 第64回（2013年）から8K映像での制作を実施。BS4KとBS8Kでの放送が開始される第69回（2018年）まで、主に全国のNHK放送局や放送博物館といった関連施設、シネマコンプレックスなどにてパブリックビューイングを行っていた[95][96][18]。
- 2000年代半ばごろから「男女対抗」というコンセプトが薄められるような演出がみられるようになった。一例として、第56回（2005年）では紅組常連の和田アキ子がm-floとコラボレーションして白組から出場し、男性コメディアンのゴリ（ガレッジセール）が女装キャラクター「ゴリエ」として紅組から出場した。また、第58回（2007年）では前年白組司会を務めた中居正広が紅組司会を担当（歌手としてはSMAPのメンバーとして白組から出場）し、またこの年の笑福亭鶴瓶以降、白組司会者も下手側花道で進行を行うようになった（それまでの白組司会者は上手側花道で進行していた）[97]。
- 2018年の北島三郎やサザンオールスターズ、2019年のビートたけし・竹内まりや・松任谷由実、2020年のさだまさし・GReeeeN・YOSHIKI・松任谷由実・玉置浩二など、紅組でも白組でもなくスペシャルゲストとして歌唱する出演者も増えた。今後は男女対抗形式が廃止される可能性も報道されている[98]。
- 2019年4月29日、『総決算!平成紅白歌合戦』が放送[99]。
- 同年の第70回では、紅白の歴史で初めて「AI」（美空ひばり）が出場した[100]。
- 2020年8月16日、第71回は新型コロナウイルス感染症の対策として、無観客での開催を検討していることが明らかとなった[101]。その後の9月10日、NHKは定例会見で、正式に史上初の無観客開催にすると発表した。また、それに伴い放送時間を例年より15分短縮して19時30分から23時45分までとすることも合わせて発表された[102]。
- 2021年3月から2022年6月まで、NHKホールの耐震工事にともない長期休館するため、当該期間の第72回は東京国際フォーラムで実施された。NHKホール以外の会場で実施するのは第23回以来49年ぶり、同ホール運用開始以来初となる[103][104]。
- 2021年10月7日、NHKは定例会見で、第72回は2年ぶりに有観客で開催すると発表した[105]。前述の通り、工事中のNHKホールに代わり、東京国際フォーラム・ホールAをメイン会場とし、NHK放送センターも使用する。放送時間は前回と同様19時30分から23時45分まで。また、観覧募集を初めてウェブで行うことも発表[105]。
- 2022年10月6日、NHKは定例会見で、第73回は2019年以来3年ぶりにNHKホールで有観客開催すると発表した。また観覧申し込みは前年に引き続きウェブからのみの受付となる[106]。
- 2023年11月13日、第74回の制作にあたっては、同年に表面化したジャニー喜多川による性加害問題を受け、NHKのすべての役職員が出演者の人権を尊重することを踏まえ、出演者やその所属事務所などに対して「人権尊重のガイドライン」への賛同を求めた[107]。
- 各年度の詳細は、以下を参照。
  - 2000年 2001年 2002年 2003年 2004年 2005年 2006年 2007年 2008年 2009年 2010年 2011年 2012年 2013年 2014年 2015年 2016年 2017年 2018年 2019年 2020年 2021年 2022年 2023年 2024年

### 過去に放送・配信していたメディア
- BS1：第35回（1984年）- 第37回（1986年）
  - Aモードステレオ放送。
- BS2：第38回（1987年）- 第61回（2010年）
  - Bモードステレオ放送。
  - 完全デジタル化に伴うBSプレミアムへの整理統合、およびそれに伴う番組編成の見直しから終了（ただし地デジ難視対策衛星放送を除く）。
- ハイビジョン試験放送→BSハイビジョン：第40回（1989年）- 第61回（2010年）
  - 5.1chサラウンドステレオ。
  - 第41回（1990年）以降はカメラアングルこそ総合テレビと同じだが、オープニングCGやテロップ、一部の映像が異なっていた。
  - 第51回（2000年）からBSデジタル放送開始。
  - 第57回（2006年）でアナログハイビジョンの放送は終了。
  - 同上の理由により終了（地上波難視聴地域に於いては視聴不可能となった）。
- BS4K：第69回（2018年）- 第73回（2022年）
  - 22.2ch音声[16]、5.1ch音声[108]。
  - 2023年12月1日に4K放送がBSプレミアム4Kに再編されたため終了。

またNHK主体ではないが、日本国外の現地ケーブルテレビチャンネル（主として日本専門チャンネル）を通じて放送される場合がある（NHKワールド・プレミアム放送の際には字幕がないため）。

### 会場の変遷
| 会場                                          | 放送回                                                                                |
| --------------------------------------------- | ------------------------------------------------------------------------------------- |
| NHK東京放送会館第1スタジオ （東京都千代田区） | 第1回（1951年） ｜ 第3回（1953年1月）                                                 |
| 日本劇場 （東京都千代田区）                   | 第4回（1953年12月） 第11回（1960年）                                                  |
| 日比谷公会堂 （東京都千代田区）               | 第5回（1954年）                                                                       |
| 産経ホール （東京都千代田区）                 | 第6回（1955年）                                                                       |
| 東京宝塚劇場 （東京都千代田区）               | 第7回（1956年） 第8回（1957年） 第10回（1959年） 第12回（1961年） ｜ 第23回（1972年） |
| 新宿コマ劇場 （東京都新宿区）                 | 第9回（1958年）                                                                       |
| NHKホール （東京都渋谷区）                    | 第24回（1973年） ｜ 第71回（2020年） 第73回（2022年） ｜ 現在                         |
| 東京国際フォーラム （東京都千代田区）         | 第72回（2021年）                                                                      |

### 審査方法の変遷
- 第1回（1951年） - 第13回（1962年）
  - 審査員が紅白に塗り分けた団扇の優勢だと思う方をステージ上に向けた数の多かったチームが優勝。
- 第14回（1963年）・第15回（1964年）
  - 各地方放送局のアナウンサーが地方審査員のポイントを公表。加えて、審査委員長のNHK芸能局長がステージ上で特別審査員のポイントを追加、公表し優勝チームを発表。会場の電光掲示板にも表示される。
- 第16回（1965年） - 第19回（1968年）
  - 特別審査員が宝箱にボールを入れ、両軍司会がステージ袖に向かってボールを投げ、ボールの数の多いチームが優勝。
    - 箱の中にはかごが2つ入っており、ラジオ第1『ふるさと自慢うた自慢』では、この方式で勝敗を決めている（審査員は3名。3回戦まで行なうためボールは合計9個）。
- 第20回（1969年） - 第31回（1980年）
  - 得点集計センターのオペレーターが電話で地域代表が優勢と判断したチームを聞き、両組の得点を集計する。その後、特別審査員がスイッチで1ポイントずつ点数を入れ、地域代表の審査結果と合計した点数を電光掲示板に表示し、点数の多かったチームが優勝。
    - 第23回（1972年）からNHKの放送会館内の特設スタジオに電話オペレーターを置き、全国数ヶ所の一般審査員制を導入。この方式は3年後の第26回（1975年）から復活し第31回まで行われた。
- 第32回（1981年） - 第52回（2001年）
  - 客席審査員として会場の観客全員も審査を開始。観客が優勢と判断した色のうちわやカード（第32回（1981年）はカード。団扇には組司会の似顔絵が描かれている）で示し、双眼鏡を持った日本野鳥の会会員が数える風景は恒例となった。団扇による得票数は、第45回（1994年）まではその年のそろ盤日本一が暗算して自ら発表していたが、第46回（1995年）以降は代わりに緑色のユニフォームを着用した珠算有段者数名が野鳥の会と同じ場所で集計を行って総合司会が得票数を発表していた。第46回（1995年）までは階毎に分けて発表していたが、翌第47回（1996年）以降は全階一緒に発表するかたちに変更している。
  - 団扇の得票数が多かったチームにボールが加算され、ゲスト審査員のボールの数と合わせて、紅白それぞれの籠に加えられたボールを両軍の代表者（当初は両軍の歌手キャプテンが行っていたが、後に両軍司会に変更）が客席に向かって投げる。籠は第40回（1989年）から一時期はアシスタントの女性に持たせて司会者はボールを投げるだけの回があったが、それ以外は籠を司会者自ら持ちながらボールを投げていた。ボールの個数の多かったチームが優勝。
  - 第37回（1986年） - 第42回（1991年）の審査は毎年異なっており客席全体での団扇を用いた審査はこの間は行われなかった。
    - 第37回（1986年）ではゲスト審査員はテーブルに備え付けられたボタンを押して審査、そして事前の応募から抽選で選ばれた全国500世帯の家族が電話での審査、全国8か所に設けた地方審査会場では100人が従来の団扇を使った審査、これら3要素の審査（地方審査・家族審査は持ち点が1点ずつで合計1300点、ゲスト審査員の持ち点は1人20点ずつで合計200点、全て合わせて1500点で、これを上回る得票数を獲得した組の優勝）を集計して中央の巨大CRTモニターに得票数を帯グラフで表示する方式だった。
    - 第38回（1987年）・第39回（1988年）ではゲスト審査員と各エリアから選出された地方審査員がテーブルに備え付けられたボールを紅白どちらかの穴に投入、テーブルの左右側面に開けられた穴から籠に排出され、その籠を回収する形だった。
    - 第40回（1989年）は後述する要領によるゲスト審査員・地方審査員のボールだけで勝敗を決めていた。
    - 第41回（1990年）ではゲスト審査員は後述の要領、そしてNHKが無作為で決めた全国200世帯の家族審査員に配った「テレビアンケートシステム」と呼ばれる電話回線を活用した機器（家庭のテレビに取り付ける）を用いた審査、各階の客席に3人ずついる審査員が番組ロゴが描かれた紅白の札を挙げる客席審査の3つ。なお、客席の審査員が誰かは本人含め観客全員に対して事前に知らせておらず、客席の椅子の裏にランダムで隠されたプレートを見つける事で初めて分かる形だった。後者2つの審査で優勢だった方にボールが3つずつ加算される。
    - 第42回（1991年）では、ゲスト審査員に加えて、全国600世帯の家族審査、UFO型の風船（この回のオープニングにも演出として登場していた）に取り付けた集音マイクを使って「どちらの組が良かったか」という問いかけに対する歓声がより大きかった方で決める客席審査の3つだった。

  - 第37回（1986年） - 第39回（1988年）を除いてゲスト審査員（第40回（1989年）は地方審査員も）は審査席から立って黄色のボールをステージ下の箱に入れた紅白別の籠の中へ入れていく投票方式のシステムだった。途中まではボールを入れた後はそのまま審査席に戻っていたが、後年はエンディングに歌手・司会者と一緒に審査員もステージに上がるようになったため、ボールを入れた後にそのままステージへと上がっていくように動線が変えられた。
  - なお、日本野鳥の会がこれを担当したのは第32回（1981年） - 第36回（1985年）と第43回（1992年）であり、第44回（1993年） - 第53回（2002年）、第64回（2013年）、第65回（2014年）、第67回（2016年）は麻布大学野鳥研究部が担当している。日本野鳥の会および麻布大学野鳥研究部によると、紅白用にわざわざスケジュールを空けているという。いずれも紅白それぞれのジャケットを着用し、上手・下手の進行席に分かれて集計を行っていた。
- 第53回（2002年）、第54回（2003年）
  - デジタル放送（第53回からはBSデジタル放送、第54回からは地上デジタル放送でも）の双方向機能を利用したお茶の間審査員による投票が行われるようになった（リモコンで紅組の場合は赤ボタン、白組の場合は青ボタン[注 91]を押して投票）。客席審査同様、お茶の間審査で優勢だったチームにボールが2個加算される。
    - 申し込みの際、デジタル総合テレビとデジタル衛星ハイビジョンが両方受信できる場合はどちらか一方のチャンネルのデータ放送で申し込みすればデジタル総合テレビ・デジタル衛星ハイビジョンのどちらでも双方向通信による投票が可能である（受信機1台に付き、1回の申し込みで可）。地上デジタル放送が受信できない地域（第54回の場合はデジタル放送が視聴できた東京都内・愛知県内・大阪府内のごく僅かのエリアを除く全都道府県の世帯）ではデジタル衛星ハイビジョンのデータ放送からの申し込みとなる。

  - 客席審査員（前者は観客の一部、後者は観客全員）はボールを使う投票方式。これは、『爆笑オンエアバトル』の方式によるものである（詳細は爆笑オンエアバトル#審査方法を参照）。双眼鏡を使っての計測が一時姿を消すことになった[109]。その後、第64回（2013年）でこの計測が復活する。
- 第55回（2004年）
  - 客席は審査に参加せず、特別審査員（11票）とお茶の間デジタル審査員（2票）の13個のボールで勝敗を争うかたちとなった。
- 第56回（2005年）
  - 審査員の投票総数で勝敗を競う方式に変更された。ゲスト審査員10名と「デジタルTV審査員」と新設された「ケータイ審査員」（抽選で選ばれた10,000名）に加え、2年ぶりに復活する会場審査（3,000名程度）を加えた人数で勝敗を競う。これは前年の件や不祥事に伴う信頼回復策の一環として視聴者の意見を重視してイメージアップを図ることが目的だったという。また、「デジタルTV審査員」と「ケータイ審査員」への応募者の中から抽選で各10名、計20名が「ふるさと審査員」としてNHKホールに招待された（「ふるさと審査員」がNHKホールに赴く際にかかる費用はNHK持ちとなっていた）。会場審査はゲスト審査員・ふるさと審査員も含め、専用の紅白の団扇をステージ上のレーダーに向ける『ポップジャム』のブレイクレーダー方式が用いられた。
- 第57回（2006年）
  - ワンセグ放送の双方向機能による「ワンセグ審査員」がスタート。「ケータイ審査員」と同様抽選で選ばれ、定員は各15,000名。ボールを使う投票方式に戻され、特別審査員は1人1個、それ以外は得票数を数個のボールに置き換えるかたちとなった。
    - 中間審査では「ケータイ審査員」と「デジタルTV審査員」+「ワンセグ審査員」で各1個ずつ。
    - 最終審査では「会場審査員」、「ケータイ審査員」、「デジタルTV審査員」+「ワンセグ審査員」で各2個ずつとゲスト審査員10名（1名につき1個）を加え、中間審査の分を合わせるとボールの数は合計18個となった。この関係で状況によっては（従来ではこのボールが奇数になるためにありえなかった）引き分けによる両軍優勝の可能性もあった。
    - 「ケータイ審査員」は抽選となったが、「ワンセグ審査員」は対応機種が少数派のためか締め切りを過ぎても定員に達せず、放送当日まで募集を行った。
- 第58回（2007年）
  - 「ケータイ審査員」が50,000名に増員、「ワンセグ審査員」は無制限となり、審査方法は再び審査員の投票総数で勝敗を競う方式になった。これには中間審査の票数も加算される。
    - 中間審査は前年までの1回から2回に増える（投票開始時間は20時00分頃、21時15分頃、23時35分頃。投票可能時間は約3分）。
    - 審査結果発表は東京タワーのライトアップで行われた（通常の照明を消した後に紅か白を点灯する）。
- 第59回（2008年） - 第61回（2010年）
  - 同様の審査方式であるが中間審査は1回のみとなり、結果発表はステージ上のLEDパネルに映し出す形を採用。
- 第62回（2011年）、第63回（2012年）
  - 基本の審査方法はこれまでと同じだが、最終審査のみの得票数で競うかたちを採用。この2回ではゲスト審査員はウタ♪ウッキーのパペットを出して審査に参加した（紅組の場合はウー♪、白組の場合はター♪）。
    - 第63回からはスマートフォンからの参加も可能となった（定員あり）。
- 第64回（2013年）
  - 第57回以来7年ぶりにボール審査が復活した。中間審査にて視聴者審査員の優勢だったほうにボール1個。最終審査にて視聴者審査員、会場審査員の優勢だったほうにボール各1個。ゲスト審査員は1人でボール1個。
- 第65回（2014年）、第66回（2015年）
  - 団扇での投票と似ているが、ゲスト・客席ともに、ペンライトを赤か白かどちらかに点灯させて審査を行った（計測は麻布大学野鳥研究部が担当）。
    - ケータイ審査員・スマートフォン審査員が専用スマートフォンアプリを使用した「アプリ審査員」へと変更になった。
- 第67回（2016年）
  - 第64回同様、ボール審査を実施。視聴者は1対戦ごとに1票の投票になった。視聴者審査員、会場審査員は優勢だったほうにボール各2個。ふるさと審査員は全員でボール1個。ゲスト審査員は1人でボール1個。
- 第68回（2017年）
  - 視聴者は1対戦ごとに1票。会場とゲスト審査員は最後に1人1票投票し、全ての票の合計が多かったほうが優勝となった。
    - 視聴者の投票はデータ放送のみの受け付け（ワンセグ・アプリ審査員は廃止）、会場審査員は団扇での投票になった。
- 第69回（2018年）・第70回（2019年）
  - 視聴者の投票は、中間審査と最終審査の2回に戻される。視聴者・ゲスト・会場のそれぞれの票が多かったほうに1ポイントずつ与えられ、2ポイント以上を獲得したほうが優勝。
    - 第70回からはBS4K→BSP4K・BS8Kでも投票できるようになった。
- 第71回（2020年）
  - 視聴者の投票は、最終審査の1回のみ行われる。視聴開始とともに1票獲得し、5分連続視聴を10回達成するごとに1票ずつ加算（テレビ1台につき最大5票）。得た票を紅白いずれかにまとめて投票し（票の分割は不可）、得票数の多いほうが優勝。ゲスト審査員も同様の形式で投票する。COVID-19に伴う無観客開催のため会場審査はなし。
- 第72回（2021年） - 
  - 視聴者投票の方法は第71回を踏襲（ただし、票の分割が可能）。第69・70回同様、視聴者・ゲスト・会場（ゲストと会場はペンライトを赤か白かどちらかに点灯させて審査）の3ポイント制で実施。
ただし、第72回以降のゲスト審査員はいずれも偶数であるため、半分に割れた場合は両組に1ポイントずつ与えられる。NHK側は「引き分けによる両軍優勝の可能性もある」と述べている。

## 主な記録

### 歴代トップバッター担当歌手
- 第4回（1953年12月）以前の先攻・後攻は不明[110]。
- 第75回（2024年）の白組・こっちのけんとは3組目で、2組目は紅組の天童よしみ。

| 放送回 | 放送年      | 紅組  | 紅組                   | 紅組 | 紅組 | 白組  | 白組                   | 白組 | 白組 |
| 放送回 | 放送年      | 曲順  | 歌手名                 | 出場 | 担当 | 曲順  | 歌手名                 | 出場 | 担当 |
| ------ | ----------- | ----- | ---------------------- | ---- | ---- | ----- | ---------------------- | ---- | ---- |
| 第1回  | 1951年      | 不明  | 菅原都々子             | 初   | 初   | 不明  | 鶴田六郎               | 初   | 初   |
| 第2回  | 1952年      | 不明  | 暁テル子               | 2    | 初   | 不明  | 林伊佐緒               | 2    | 初   |
| 第3回  | 1953年 1月  | 不明  | 菊池章子               | 2    | 初   | 不明  | 林伊佐緒               | 3    | 2    |
| 第4回  | 1953年 12月 | 不明  | 赤坂小梅               | 2    | 初   | 不明  | 鈴木正夫               | 3    | 初   |
| 第5回  | 1954年      | 先攻  | 宮城まり子             | 初   | 初   | 後攻  | 岡本敦郎               | 4    | 初   |
| 第6回  | 1955年      | 先攻  | 荒井恵子               | 2    | 初   | 後攻  | 鶴田六郎               | 5    | 2    |
| 第7回  | 1956年      | 後攻  | 荒井恵子               | 3    | 2    | 先攻  | 岡本敦郎               | 6    | 2    |
| 第8回  | 1957年      | 先攻  | 楠トシエ               | 初   | 初   | 後攻  | 曾根史郎               | 2    | 初   |
| 第9回  | 1958年      | 後攻  | 荒井恵子               | 4    | 3    | 先攻  | 岡本敦郎               | 7    | 3    |
| 第10回 | 1959年      | 先攻  | 荒井恵子               | 5    | 4    | 後攻  | 曾根史郎               | 4    | 2    |
| 第11回 | 1960年      | 後攻  | 荒井恵子               | 6    | 5    | 先攻  | 若山彰                 | 4    | 初   |
| 第12回 | 1961年      | 後攻  | 朝丘雪路               | 4    | 初   | 先攻  | 神戸一郎               | 4    | 初   |
| 第13回 | 1962年      | 後攻  | 仲宗根美樹             | 初   | 初   | 先攻  | 松島アキラ             | 初   | 初   |
| 第14回 | 1963年      | 先攻  | 弘田三枝子             | 2    | 初   | 後攻  | 田辺靖雄               | 初   | 初   |
| 第15回 | 1964年      | 後攻  | 朝丘雪路               | 7    | 2    | 先攻  | 北島三郎               | 2    | 初   |
| 第16回 | 1965年      | 後攻  | 三沢あけみ             | 2    | 初   | 先攻  | 舟木一夫               | 3    | 初   |
| 第17回 | 1966年      | 後攻  | 中尾ミエ               | 5    | 初   | 先攻  | 西郷輝彦               | 3    | 初   |
| 第18回 | 1967年      | 先攻  | 水前寺清子             | 3    | 初   | 後攻  | 舟木一夫               | 5    | 2    |
| 第19回 | 1968年      | 先攻  | 都はるみ               | 4    | 初   | 後攻  | 三田明                 | 5    | 初   |
| 第20回 | 1969年      | 先攻  | 青江三奈               | 3    | 初   | 後攻  | 布施明                 | 3    | 初   |
| 第21回 | 1970年      | 先攻  | 水前寺清子             | 6    | 2    | 後攻  | 村田英雄               | 10   | 初   |
| 第22回 | 1971年      | 後攻  | 南沙織                 | 初   | 初   | 先攻  | 尾崎紀世彦             | 初   | 初   |
| 第23回 | 1972年      | 後攻  | 天地真理               | 初   | 初   | 先攻  | 森進一                 | 5    | 初   |
| 第24回 | 1973年      | 先攻  | 小柳ルミ子             | 3    | 初   | 後攻  | 布施明                 | 7    | 2    |
| 第25回 | 1974年      | 後攻  | 山口百恵               | 初   | 初   | 先攻  | 西城秀樹               | 初   | 初   |
| 第26回 | 1975年      | 後攻  | 岩崎宏美               | 初   | 初   | 先攻  | 細川たかし             | 初   | 初   |
| 第27回 | 1976年      | 後攻  | 山口百恵               | 3    | 2    | 先攻  | 野口五郎               | 5    | 初   |
| 第28回 | 1977年      | 後攻  | 桜田淳子               | 4    | 初   | 先攻  | 郷ひろみ               | 5    | 初   |
| 第29回 | 1978年      | 先攻  | 榊原郁恵               | 初   | 初   | 後攻  | 郷ひろみ               | 6    | 2    |
| 第30回 | 1979年      | 先攻  | 石野真子               | 初   | 初   | 後攻  | 郷ひろみ               | 7    | 3    |
| 第31回 | 1980年      | 後攻  | 榊原郁恵               | 3    | 2    | 先攻  | 郷ひろみ               | 8    | 4    |
| 第32回 | 1981年      | 先攻  | 河合奈保子             | 初   | 初   | 後攻  | 近藤真彦               | 初   | 初   |
| 第33回 | 1982年      | 先攻  | 三原順子               | 初   | 初   | 後攻  | シブがき隊             | 初   | 初   |
| 第34回 | 1983年      | 先攻  | 岩崎宏美               | 9    | 2    | 後攻  | 西城秀樹               | 10   | 2    |
| 第35回 | 1984年      | 先攻  | 早見優                 | 2    | 初   | 後攻  | シブがき隊             | 3    | 2    |
| 第36回 | 1985年      | 先攻  | 石川秀美               | 初   | 初   | 後攻  | 吉川晃司               | 初   | 初   |
| 第37回 | 1986年      | 先攻  | 荻野目洋子             | 初   | 初   | 後攻  | 少年隊                 | 初   | 初   |
| 第38回 | 1987年      | 後攻  | 八代亜紀               | 15   | 初   | 先攻  | 森進一                 | 20   | 2    |
| 第39回 | 1988年      | 先攻  | 中山美穂               | 初   | 初   | 後攻  | 光GENJI                | 初   | 初   |
| 第40回 | 1989年      | 先攻  | 織井茂子               | 6    | 初   | 後攻  | 田端義夫               | 2    | 初   |
| 第41回 | 1990年      | 先攻  | DREAMS COME TRUE       | 初   | 初   | 後攻  | 光GENJI                | 3    | 2    |
| 第42回 | 1991年      | 後攻  | 西田ひかる             | 初   | 初   | 先攻  | バブルガム・ブラザーズ | 初   | 初   |
| 第43回 | 1992年      | 先攻  | 森口博子               | 2    | 初   | 後攻  | SMAP                   | 2    | 初   |
| 第44回 | 1993年      | 先攻  | 久宝留理子             | 初   | 初   | 後攻  | X JAPAN                | 3    | 初   |
| 第45回 | 1994年      | 先攻  | trf                    | 初   | 初   | 後攻  | access                 | 初   | 初   |
| 第46回 | 1995年      | 後攻  | 酒井法子               | 初   | 初   | 先攻  | シャ乱Q                | 初   | 初   |
| 第47回 | 1996年      | 後攻  | JUDY AND MARY          | 初   | 初   | 先攻  | ウルフルズ             | 初   | 初   |
| 第48回 | 1997年      | 後攻  | SPEED                  | 初   | 初   | 先攻  | T.M.Revolution         | 初   | 初   |
| 第49回 | 1998年      | 先攻  | SPEED                  | 2    | 2    | 後攻  | DA PUMP                | 初   | 初   |
| 第50回 | 1999年      | 先攻  | モーニング娘。         | 2    | 初   | 後攻  | DA PUMP                | 2    | 2    |
| 第51回 | 2000年      | 後攻  | Whiteberry             | 初   | 初   | 先攻  | 藤井隆                 | 初   | 初   |
| 第52回 | 2001年      | 先攻  | 松浦亜弥               | 初   | 初   | 後攻  | えなりかずき           | 初   | 初   |
| 第53回 | 2002年      | 先攻  | 藤本美貴               | 初   | 初   | 後攻  | w-inds.                | 初   | 初   |
| 第54回 | 2003年      | 先攻  | BoA                    | 2    | 初   | 後攻  | w-inds.                | 2    | 2    |
| 第55回 | 2004年      | 先攻  | 上戸彩                 | 初   | 初   | 後攻  | TOKIO                  | 11   | 初   |
| 第56回 | 2005年      | 後攻  | 川中美幸               | 18   | 初   | 先攻  | 細川たかし             | 31   | 2    |
| 第57回 | 2006年      | 先攻  | mihimaru GT            | 初   | 初   | 後攻  | w-inds.                | 5    | 3    |
| 第58回 | 2007年      | 先攻  | モーニング娘。         | 10   | 2    | 後攻  | 美川憲一               | 24   | 初   |
| 第58回 | 2007年      | 先攻  | Berryz工房             | 初   | 初   | 後攻  | 美川憲一               | 24   | 初   |
| 第58回 | 2007年      | 先攻  | ℃-ute                  | 初   | 初   | 後攻  | 美川憲一               | 24   | 初   |
| 第59回 | 2008年      | 先攻  | 浜崎あゆみ             | 10   | 初   | 後攻  | 布施明                 | 24   | 3    |
| 第60回 | 2009年      | 先攻  | 浜崎あゆみ             | 11   | 2    | 後攻  | EXILE                  | 5    | 初   |
| 第61回 | 2010年      | 先攻  | 浜崎あゆみ             | 12   | 3    | 後攻  | EXILE                  | 6    | 2    |
| 第62回 | 2011年      | 先攻  | 浜崎あゆみ             | 13   | 4    | 後攻  | NYC                    | 3    | 初   |
| 第63回 | 2012年      | 先攻  | 浜崎あゆみ             | 14   | 5    | 後攻  | NYC                    | 4    | 2    |
| 第64回 | 2013年      | 先攻  | 浜崎あゆみ             | 15   | 6    | 後攻  | Sexy Zone              | 初   | 初   |
| 第65回 | 2014年      | 先攻  | HKT48                  | 初   | 初   | 後攻  | Sexy Zone              | 2    | 2    |
| 第66回 | 2015年      | 後攻  | 大原櫻子               | 初   | 初   | 先攻  | 郷ひろみ               | 28   | 5    |
| 第67回 | 2016年      | 後攻  | PUFFY                  | 初   | 初   | 先攻  | 関ジャニ∞              | 5    | 初   |
| 第68回 | 2017年      | 後攻  | Little Glee Monster    | 初   | 初   | 先攻  | Hey! Say! JUMP         | 初   | 初   |
| 第69回 | 2018年      | 後攻  | 坂本冬美               | 30   | 初   | 先攻  | 三代目 J Soul Brothers | 7    | 初   |
| 第70回 | 2019年      | 先攻  | Foorin                 | 初   | 初   | 後攻  | 郷ひろみ               | 32   | 6    |
| 第71回 | 2020年      | 後攻  | Foorin                 | 2    | 2    | 先攻  | King & Prince          | 3    | 初   |
| 第72回 | 2021年      | 先攻  | LiSA                   | 3    | 初   | 後攻  | 郷ひろみ               | 34   | 7    |
| 第73回 | 2022年      | 後攻  | 天童よしみ             | 27   | 初   | 先攻  | SixTONES               | 3    | 初   |
| 第74回 | 2023年      | 先攻  | 新しい学校のリーダーズ | 初   | 初   | 後攻  | JO1                    | 2    | 初   |
| 第75回 | 2024年      | 1組目 | ME:I                   | 初   | 初   | 3組目 | こっちのけんと         | 初   | 初   |
| 第75回 | 2024年      | 2組目 | 天童よしみ             | 29   | -    | 3組目 | こっちのけんと         | 初   | 初   |

### 歴代トリ担当歌手
- 第4回（1953年12月）以前の大トリは不明[110]。
- 第58回（2007年）は大トリの後、審査結果を待つ間にSMAPと槇原敬之のメインボーカルの下、出演者（出場歌手、司会者、ゲスト審査員、合唱団）で「世界に一つだけの花」の大合唱が行われた。
- 第64回（2013年）の北島三郎は究極の大トリ。
- 第65回（2014年）は大トリの後、審査結果を待つ間に嵐のメインボーカルの下、出演者（出場歌手、司会者、ゲスト審査員、合唱団）で「ふるさと」の大合唱が行われた。
- 第69回（2018年）は、サザンオールスターズが特別企画で出場し、究極の大トリ。

| 放送回 | 放送年      | 紅組   | 紅組             | 紅組 | 紅組 | 白組   | 白組       | 白組 | 白組 |
| 放送回 | 放送年      | 曲順   | 歌手名           | 出場 | 担当 | 曲順   | 歌手名     | 出場 | 担当 |
| ------ | ----------- | ------ | ---------------- | ---- | ---- | ------ | ---------- | ---- | ---- |
| 第1回  | 1951年      | 不明   | 渡辺はま子       | 初   | 初   | 不明   | 藤山一郎   | 初   | 初   |
| 第2回  | 1952年      | 不明   | 渡辺はま子       | 2    | 2    | 不明   | 藤山一郎   | 2    | 2    |
| 第3回  | 1953年 1月  | 不明   | 笠置シヅ子       | 2    | 初   | 不明   | 灰田勝彦   | 2    | 初   |
| 第4回  | 1953年 12月 | 不明   | 淡谷のり子       | 初   | 初   | 不明   | 藤山一郎   | 4    | 3    |
| 第5回  | 1954年      | 大トリ | 渡辺はま子       | 4    | 3    | トリ   | 霧島昇     | 3    | 初   |
| 第6回  | 1955年      | 大トリ | 二葉あき子       | 6    | 初   | トリ   | 藤山一郎   | 6    | 4    |
| 第7回  | 1956年      | 大トリ | 笠置シヅ子       | 4    | 2    | トリ   | 灰田勝彦   | 4    | 2    |
| 第8回  | 1957年      | 大トリ | 美空ひばり       | 2    | 初   | トリ   | 三橋美智也 | 2    | 初   |
| 第9回  | 1958年      | 大トリ | 美空ひばり       | 3    | 2    | トリ   | 三橋美智也 | 3    | 2    |
| 第10回 | 1959年      | 大トリ | 美空ひばり       | 4    | 3    | トリ   | 春日八郎   | 5    | 初   |
| 第11回 | 1960年      | トリ   | 島倉千代子       | 4    | 初   | 大トリ | 三橋美智也 | 5    | 3    |
| 第12回 | 1961年      | トリ   | 島倉千代子       | 5    | 2    | 大トリ | 三波春夫   | 4    | 初   |
| 第13回 | 1962年      | トリ   | 島倉千代子       | 6    | 3    | 大トリ | 三橋美智也 | 7    | 4    |
| 第14回 | 1963年      | 大トリ | 美空ひばり       | 8    | 4    | トリ   | 三波春夫   | 6    | 2    |
| 第15回 | 1964年      | トリ   | 美空ひばり       | 9    | 5    | 大トリ | 三波春夫   | 7    | 3    |
| 第16回 | 1965年      | 大トリ | 美空ひばり       | 10   | 6    | トリ   | 橋幸夫     | 6    | 初   |
| 第17回 | 1966年      | トリ   | 美空ひばり       | 11   | 7    | 大トリ | 三波春夫   | 8    | 4    |
| 第18回 | 1967年      | 大トリ | 美空ひばり       | 12   | 8    | トリ   | 三波春夫   | 9    | 5    |
| 第19回 | 1968年      | 大トリ | 美空ひばり       | 13   | 9    | トリ   | 橋幸夫     | 9    | 2    |
| 第20回 | 1969年      | 大トリ | 美空ひばり       | 14   | 10   | トリ   | 森進一     | 2    | 初   |
| 第21回 | 1970年      | 大トリ | 美空ひばり       | 15   | 11   | トリ   | 森進一     | 3    | 2    |
| 第22回 | 1971年      | 大トリ | 美空ひばり       | 16   | 12   | トリ   | 森進一     | 4    | 3    |
| 第23回 | 1972年      | 大トリ | 美空ひばり       | 17   | 13   | トリ   | 北島三郎   | 10   | 初   |
| 第24回 | 1973年      | トリ   | 島倉千代子       | 17   | 4    | 大トリ | 北島三郎   | 11   | 2    |
| 第25回 | 1974年      | トリ   | 島倉千代子       | 18   | 5    | 大トリ | 森進一     | 7    | 4    |
| 第26回 | 1975年      | 大トリ | 島倉千代子       | 19   | 6    | トリ   | 五木ひろし | 5    | 初   |
| 第27回 | 1976年      | 大トリ | 都はるみ         | 12   | 初   | トリ   | 五木ひろし | 6    | 2    |
| 第28回 | 1977年      | トリ   | 八代亜紀         | 5    | 初   | 大トリ | 五木ひろし | 7    | 3    |
| 第29回 | 1978年      | トリ   | 山口百恵         | 5    | 初   | 大トリ | 沢田研二   | 6    | 初   |
| 第30回 | 1979年      | 大トリ | 八代亜紀         | 7    | 2    | トリ   | 五木ひろし | 9    | 4    |
| 第31回 | 1980年      | 大トリ | 八代亜紀         | 8    | 3    | トリ   | 五木ひろし | 10   | 5    |
| 第32回 | 1981年      | トリ   | 森昌子           | 9    | 初   | 大トリ | 北島三郎   | 19   | 3    |
| 第33回 | 1982年      | トリ   | 都はるみ         | 18   | 2    | 大トリ | 森進一     | 15   | 5    |
| 第34回 | 1983年      | トリ   | 水前寺清子       | 19   | 初   | 大トリ | 細川たかし | 9    | 初   |
| 第35回 | 1984年      | 大トリ | 都はるみ         | 20   | 3    | トリ   | 森進一     | 17   | 6    |
| 第36回 | 1985年      | トリ   | 森昌子           | 13   | 2    | 大トリ | 森進一     | 18   | 7    |
| 第37回 | 1986年      | トリ   | 石川さゆり       | 9    | 初   | 大トリ | 森進一     | 19   | 8    |
| 第38回 | 1987年      | トリ   | 和田アキ子       | 11   | 初   | 大トリ | 五木ひろし | 17   | 6    |
| 第39回 | 1988年\|    | トリ   | 小林幸子         | 10   | 初   | 大トリ | 北島三郎   | 25   | 4    |
| 第40回 | 1989年      | 大トリ | 石川さゆり       | 12   | 2    | トリ   | 北島三郎   | 26   |      |
| 第41回 | 1990年      | トリ   | 都はるみ         | 22   | 4    | 大トリ | 森進一     | 23   | 9    |
| 第42回 | 1991年      | トリ   | 和田アキ子       | 15   | 2    | 大トリ | 谷村新司   | 5    | 初   |
| 第43回 | 1992年      | トリ   | 由紀さおり       | 13   | 初   | 大トリ | 北島三郎   | 29   | 6    |
| 第44回 | 1993年      | トリ   | 石川さゆり       | 16   | 3    | 大トリ | 北島三郎   | 30   | 7    |
| 第45回 | 1994年      | 大トリ | 都はるみ         | 26   | 5    | トリ   | 五木ひろし | 24   | 7    |
| 第46回 | 1995年      | トリ   | 和田アキ子       | 19   | 3    | 大トリ | 細川たかし | 21   | 2    |
| 第47回 | 1996年      | トリ   | 坂本冬美         | 9    | 初   | 大トリ | 北島三郎   | 33   | 8    |
| 第48回 | 1997年      | トリ   | 安室奈美恵       | 3    | 初   | 大トリ | 五木ひろし | 27   | 8    |
| 第49回 | 1998年      | 大トリ | 和田アキ子       | 22   | 4    | トリ   | 五木ひろし | 28   | 9    |
| 第50回 | 1999年      | トリ   | 和田アキ子       | 23   | 5    | 大トリ | 北島三郎   | 36   | 9    |
| 第51回 | 2000年      | トリ   | 天童よしみ       | 5    | 初   | 大トリ | 五木ひろし | 30   | 10   |
| 第52回 | 2001年      | トリ   | 和田アキ子       | 25   | 6    | 大トリ | 北島三郎   | 38   | 10   |
| 第53回 | 2002年      | トリ   | 石川さゆり       | 25   | 4    | 大トリ | 五木ひろし | 32   | 11   |
| 第54回 | 2003年      | トリ   | 天童よしみ       | 8    | 2    | 大トリ | SMAP       | 12   | 初   |
| 第55回 | 2004年      | 大トリ | 小林幸子         | 26   | 2    | トリ   | 五木ひろし | 34   | 12   |
| 第56回 | 2005年      | トリ   | 天童よしみ       | 10   | 3    | 大トリ | SMAP       | 13   | 2    |
| 第57回 | 2006年      | トリ   | 川中美幸         | 19   | 初   | 大トリ | 北島三郎   | 43   | 11   |
| 第58回 | 2007年      | トリ   | 石川さゆり       | 30   | 5    | 大トリ | 五木ひろし | 37   | 13   |
| 第59回 | 2008年      | トリ   | 和田アキ子       | 32   | 7    | 大トリ | 氷川きよし | 9    | 初   |
| 第60回 | 2009年      | トリ   | DREAMS COME TRUE | 13   | 初   | 大トリ | 北島三郎   | 46   | 12   |
| 第61回 | 2010年      | トリ   | DREAMS COME TRUE | 14   | 2    | 大トリ | SMAP       | 18   | 3    |
| 第62回 | 2011年      | トリ   | 石川さゆり       | 34   | 6    | 大トリ | SMAP       | 19   | 4    |
| 第63回 | 2012年      | トリ   | いきものがかり   | 5    | 初   | 大トリ | SMAP       | 20   | 5    |
| 第64回 | 2013年      | トリ   | 髙橋真梨子       | 2    | 初   | 大トリ | SMAP       | 21   | 6    |
| 第64回 | 2013年      | トリ   | 髙橋真梨子       | 2    | 初   | 究極   | 北島三郎   | 50   | 13   |
| 第65回 | 2014年      | 大トリ | 松田聖子         | 18   | 初   | トリ   | 嵐         | 6    | 初   |
| 第66回 | 2015年      | 大トリ | 松田聖子         | 19   | 2    | トリ   | 近藤真彦   | 10   | 初   |
| 第67回 | 2016年      | トリ   | 石川さゆり       | 39   | 7    | 大トリ | 嵐         | 8    | 2    |
| 第68回 | 2017年      | トリ   | 石川さゆり       | 40   | 8    | 大トリ | ゆず       | 8    | 初   |
| 第69回 | 2018年      | トリ   | 石川さゆり       | 41   | 9    | 大トリ | 嵐         | 10   | 3    |
| 第70回 | 2019年      | トリ   | MISIA            | 4    | 初   | 大トリ | 嵐         | 11   | 4    |
| 第71回 | 2020年      | 大トリ | MISIA            | 5    | 2    | トリ   | 福山雅治   | 13   | 初   |
| 第72回 | 2021年      | 大トリ | MISIA            | 6    | 3    | トリ   | 福山雅治   | 14   | 2    |
| 第73回 | 2022年      | トリ   | MISIA            | 7    | 4    | 大トリ | 福山雅治   | 15   | 3    |
| 第74回 | 2023年      | 大トリ | MISIA            | 8    | 5    | トリ   | 福山雅治   | 16   | 4    |
| 第75回 | 2024年      | 大トリ | MISIA            | 9    | 6    | トリ   | 福山雅治   | 17   | 5    |

## 備考

### 視聴率
毎回、視聴率が非常に高いことで知られる（1月2日公表）。第13回（1962年）のビデオリサーチによる調査開始以降での最高視聴率は第14回（1963年）の81.4%（ビデオリサーチ調べ、関東地区・世帯・リアルタイム。以下略）。1980年代前半までは「お化け番組」「怪物番組」とも称された。最低視聴率は第74回（2023年）の29.0%（前半）である。ほぼ毎回、年間視聴率では民放の人気番組を抑え上位にランクインしており、ほとんどの回で1位となっている。毎分視聴率についても一般に公表（1月3日前後）され、どの歌手の部分の視聴率が高かったかも話題となることがある。

### 「紅白効果」
紅白で披露されたアーティストの曲が翌年初頭の音楽チャートに少なからず影響を与える。2000年代以前はレコード・CD売上、2010年代以降はダウンロード売上・ストリーミング再生数といった音楽配信で影響が顕著に表れる。この現象は俗に「紅白効果」と呼ばれている。また紅白歌唱を機に注目され大ヒット・再ヒットした楽曲を翌年の紅白で連続して歌唱するというケースもみられる（その際、再度の「紅白効果」が生まれたというケースもある）。「紅白効果」はヒット曲のみならず、歌い継がれる「名曲」をも生み出すとの向きもある。
紅白出演後（翌年）に紅白で歌われた曲がオリコンシングルチャートで週間1位を獲得したケースは以下の通り。
- 第19回（1968年）：ピンキーとキラーズ「恋の季節」（前年末からそのまま連続首位を維持）
- 第27回（1976年）：都はるみ「北の宿から」（前年末からそのまま連続首位を維持）
- 第37回（1986年）：吉幾三「雪國」
- 第43回（1992年）：中山美穂 & WANDS「世界中の誰よりきっと」（前年末からそのまま連続首位を維持）
- 第48回（1997年）：安室奈美恵「CAN YOU CELEBRATE?」（返り咲き）[注 94]
- 第53回（2002年）：中島みゆき「地上の星」
- 第54回（2003年）：SMAP「世界に一つだけの花 （シングル・ヴァージョン）」（返り咲き）
- 第57回（2006年）：秋川雅史「千の風になって」
- 第59回（2008年）：秋元順子「愛のままで…」
- 第62回（2011年）：植村花菜「トイレの神様」
- 第70回（2019年）：竹内まりや「いのちの歌（スペシャル・エディション）」

紅白出演後（翌年）に紅白で歌われた曲がBillboard Japan Hot 100で週間1位を獲得したケースは以下の通り。
- 第62回（2011年）：植村花菜「トイレの神様」、長渕剛「ひとつ」
- 第66回（2015年）：西野カナ「トリセツ」（返り咲き）
- 第67回（2016年）：星野源「恋」（前年末に返り咲きそのまま連続首位を維持）
- 第68回（2017年）：安室奈美恵「Hero」
- 第69回（2018年）：米津玄師「Lemon」（前年末に返り咲きそのまま連続首位を維持）、あいみょん「マリーゴールド」
- 第70回（2019年）：Official髭男dism「Pretender」（前年末に返り咲きそのまま連続首位を維持）
- 第71回（2020年）：LiSA「炎」（返り咲き）
- 第73回（2022年）：Official髭男dism 「Subtitle」（前年末からそのまま連続首位を維持）
- 第74回（2023年）：YOASOBI「アイドル」（返り咲き）
- 第75回（2024年）：Mrs. GREEN APPLE「ライラック」（返り咲き）

### 番組進行に際して
進行にあたっては、台本と合わせてカンペも用意される。司会者に対し、スタッフから開始早々のタイミングで「巻き」（スタッフから出演者に早く進行するよう指示が入ること）が入ることも珍しくなく、放送内でアドリブを入れることもなかなかできないという。そのほか、司会者が生本番内で言い間違いや失言をして話題となった事例がある（1980年代ごろまでは司会者の言い間違いなどのハプニングは一切許されないというほどの厳格さがあったが、のちにこのような演出やハプニングはある程度認められるようになった）。これに関連して総合司会経験者の宮本隆治は「NHKホールには魔物が住んでいる」「これまで多くの魔物が先輩の司会者たちを苦しめてきた」と語っている。ただし、これらは現代紅白のものであり、1970年代ごろまでは司会者によるアドリブや自由演出がごく当たり前のように行われていた。一例として、第21回（1970年）では本番内において、白組司会の宮田輝が白組歌手の橋幸夫に対し、歌唱曲を当初予定の『俺たちの花』から『いつでも夢を』に変更することを持ちかけて歌唱させたという出来事があった。
第57回（2006年）までは大部分を両組司会がそれぞれ下手（紅組）、上手（白組）（第4回〈1953年12月〉のみ逆であった）に分かれて別々に進行するものだったが、第58回（2007年）からは一部を除き下手席で両組司会が揃って進行する形となった。
一方で、その「予定調和」を逆手に取り、アーティストが番組にも無断で不意打ちパフォーマンスを行うこともある。紅白でのパフォーマンスであるため後に大問題になり、アーティストがNHKに出入り禁止を喰らうこともある。これまでの主なパフォーマンスとしては、以下が挙げられる（詳しくは当該の回やアーティストの項目を参照）。
- 第33回（1982年）

サザンオールスターズの桑田佳祐が三波春夫をパロディ化した衣装と歌い方をした。「とにかく、受信料は払いましょう!」「裏番組（を見たい場合）はビデオで見ましょう!」という発言で、賛否両論が巻き起こった。桑田本人はのちにNHKに詫び状を書かされ、「詫び状なんか書くくらいなら2度と出ない!」と、のちの紅白（ひいてはNHK）との確執につながったことを明かしている。翌年の紅白には出場しているが、それ以来、サザンの出場が長らく遠のいた。その後、2014年と2018年に特別枠で出場（また、メンバーの原由子はソロで1991年に正式に出場。桑田もソロで2010年と2017年に特別枠で出場している）。
- 第36回（1985年）

吉川晃司が歌唱中にセットを壊し、終了間際にギターを燃やした。
- 第42回（1991年）

とんねるずがパンツ1枚という衣装で登場した。木梨憲武は赤色、石橋貴明は白色に全身を塗っていた。後ろを向くと、背中に「受信料を払おう」と書いてあった。
- 第43回（1992年）

本木雅弘が首に白い液体を入れたコンドームの形をした風船をいくつも巻きつけて登場した。さらに、演奏途中では尻を露出した。
- 第57回（2006年）

氣志團の綾小路翔が扮するDJ OZMAが全身肌色のボディスーツを着て股間の部分にキノコの模型をつけた姿で舞台に登場。女性バックダンサーも同様の格好で全裸に見えたため、「公共放送で、しかもプライムタイムであることの配慮がない」としてNHKに苦情が殺到した。総合司会の三宅民夫が番組中に「全裸ではない」と説明した。その後、放送倫理・番組向上機構（BPO）から回答要請を受けた。この影響によりDJ OZMAは一時活動休止を余儀なくされ、その後も活動に大きな制約がかかるなど尾を引き続け、これが最終的には2008年の「引退」宣言にまでつながることになった。また、綾小路としても2024年に盛岡放送局が製作しているローカルニュース番組に出演するまでの長期間にわたって、NHKの番組に出演できない状態が続いた。
- 第57回（2006年）

川内康範作詞の『おふくろさん』を歌唱した森進一が川内に無断でセリフを入れた同曲を披露。これに川内が激怒し騒動となった。

### 観覧方法
- 初期では先着入場順制であり、当日は会場を取り囲むように長蛇の列ができていたという[119]。のちに観覧募集制に移行した。
- NHKホールでの観覧（約3,000人）は、第70回（2019年）までは官製往復はがき、第72回（2021年）以降はウェブサイト上で応募が受け付けられる[注 96]。毎回多数の応募が集まるため、抽選となる。
- 毎年10月中旬ごろに応募要項が告知され、11月初旬ごろに応募が締め切られる。その後、12月上旬ごろに返信発送（WEB申し込みの場合、抽選結果がメール送信→その後通知が発送）される。
- 当選通知がそのまま入場整理券となる。整理券1枚に付き2人分（1歳以上から入場券が必要）まで、当日にNHKホールの座席券と交換できる。座席は無作為に選ばれ、交換するまで分からない。第72回（2021年）以降、座席は抽選の時点で決定される方式になっている。

※最多の応募総数は第64回（2013年）の142万7,153通（当選倍率：約1,073倍）。第60回（2009年）は約59万1,274通（倍率：約437倍）であり、2010年代に入ってから爆発的な増加傾向が見られる。ただし、ハガキの場合は1人何通応募しても当選は1通のみ、複数口の応募者が多数いるため実際の倍率はもっと低かった。WEB申し込みでは１世帯につき1度しか申し込み不可である。
NHKは入場券の転売を禁止としているが、入場券がネットオークションで出品されることが増えている（高額料金になるものも）。ただし、入場の際には整理券に加え、本人確認が実施されるため他人名義で当選したものでは入場できない。また、2014年1月には偽造した入場券を販売していた男性が逮捕される事態も発生している。
なお、第57回（2006年）の募集から、応募資格が次のいずれかに制限されることになった。
1. 「NHK受信料を支払いしている者」
2. 「新たにNHK受信料を支払いする者」
3. 「NHKが定めている受信料免除者」
4. 「上記のいずれかにあてはまる世帯（家族）」

上記はいずれも銀行口座やクレジットカードからの引き落としでも可能。
これにより、NHKの受信料を滞納、もしくは不払いの者は応募できなくなる。これはほかの公開放送番組の応募（例：『うたコン』）で実施されていたものと同様である。

### その他
- 紅白の制作費は3億円程度とされる。紅白に携わる者のうち、NHKから弁当が用意されるのは司会者とスタッフのみ。出場歌手は自前で弁当を取り寄せる[120]。
- 自粛ムードが高まった年では紅白が中止になるかと懸念されたこともある[注 97][122]が、実際に中止となったケースはない。
- 和田アキ子、堺正章はTBS系列『日本レコード大賞』（2006年以降は12月30日開催のため直接の競合はしていない）が生裏番組だった時代に、そちらの司会を兼任しながら紅白に出場した回がある（前者は1990年、後者は1999年）。ほかにも生裏番組や前後時間帯の番組と掛け持ちしながら紅白に出演する者が存在している[注 98][注 99]。
- 急な出場者変更（先述）や出場歌手が本来の出番に遅刻（別の仕事と掛け持ちにより）した場合、予定していた歌唱順を入れ替えたという事例もある。
- 客席に出場歌手の身内が招かれ、該当歌手歌唱前に身内にインタビューがされたり、歌唱中に観覧する姿が映されたりすることがある[注 100]。
- 紅白初出場がテレビ・ラジオといったメディアへの初出演となったり[注 101]、テレビ生放送への初出演となった歌手[注 102]もいる。
- 身内同士で同時出場・出演（コラボ演奏・歌唱が実現したこともある）するケースがあるほか、元夫婦が同時出場した事例もある。また、交際者同士あるいは元交際者同士を直接対決にするなど、意図的に演出を行うこともある[124]。
- 現在、歴代最多出場は北島三郎の51回[注 103]、歴代最多連続出場は五木ひろしの50回。最年長出場は、白組が美輪明宏の80歳230日、紅組が天童よしみの69歳96日。最年少出場は、紅組がクララ・ローズ（Foorin team E）の6歳345日、白組が鈴木福の7歳199日。また、大トリの最多担当回数は、美空ひばりと北島三郎の11回。大トリの最多連続担当回数は、美空ひばりの6回。
- 韓国メディアは紅白、読売テレビ制作・日本テレビ系列『ベストヒット歌謡祭』、フジテレビ系列『FNS歌謡祭』の3番組を「日本三大歌謡祭」と紹介している[125]。
- 2部制となった第40回（1989年）以降、総合テレビにおける1・2部の間に放送される『NHKニュース』において、ニュースを担当するNHKアナウンサーはモニターを通じて第1部（エンディング）を視聴しており、ニュースの冒頭でそれに合わせた表情をすることがある。第1部のエンディングで紅白出演者がニュース担当アナウンサーへの振りコメントを述べたこともあるほか、ニュースの締めではこの後に第2部が放送される旨の挨拶が行われることが恒例だが、第57回（2006年）・第58回（2007年）でニュースを担当した阿部渉（白組司会経験者）が第2部につなげるコメントで締めたこともある。この中断ニュースも高視聴率を記録することが多い[126]。

## 派生番組
PR特番
- 『思い出の紅白歌合戦』（1986年 - 2003年（12月末複数回）、NHK BS2）
- 『あなたが選ぶ思い出の紅白・感動の紅白』（1999年 - 2008年（毎年12月29日）、NHK BS2）
- 『メイキング・ザ紅白』（NHK BS2、1996年12月30日）
- 『ザ・紅白』（1998年 - 2006年（12月末複数回）、NHK総合）
- 『みんなのベスト紅白』（2024年 - 、NHK総合）

連動番組
- 『年忘れ!夢の紅白歌合戦』（NHKラジオ第1）

## 紅白歌合戦の舞台が収められている作品
CD音源
- さだまさし『精霊流し スペシャルマキシシングル』（2003年2月19日） - 1曲収録。
- 五木ひろし『五木ひろしカバー&セルフコレクションズ全16曲〜おふくろの子守唄〜』（2003年4月2日） - 1曲収録。
- 秋川雅史『千の風になって 〜一期一会〜』（2008年4月2日） - 1曲収録。
- 越路吹雪『越路吹雪リサイタル 1965〜1969』（2024年6月12日） - 8曲収録。

備考
映画作品
- 駅 STATION（映画） - 第30回（1979年）の大トリ、八代亜紀『舟唄』の歌唱シーンが使用されている。

ビデオ作品
- 都はるみ『NHK紅白歌合戦20年の歩み』（1985年2月21日） - 20曲収録。
- 小林幸子 vs 美川憲一『二人だけの紅白歌合戦!!』（2002年12月5日）- 25曲収録。

DVD作品
- 小林幸子 vs 美川憲一『二人だけの紅白歌合戦!!』（2002年12月5日）- 25曲収録。
- 南沙織『Cynthia Premium』（2006年6月14日） - 8曲収録。
- 河島英五『河島英五秘蔵映像集〜デビュー前から最後のTV出演まで』（2007年4月18日） - 1曲収録。
- 髙橋真梨子『髙橋40年』（2013年6月5日） - 2曲収録。
- 中森明菜『プレミアムBOX ルーカス〜NHK紅白歌合戦＆レッツゴーヤング etc.』（2015年9月30日） - 8曲収録。
- 北島三郎『歌魂 北島三郎〜NHK紅白歌合戦の軌跡〜』（2017年6月28日） - 曲目の重複なしで28曲（33回分）収録。
- 河合奈保子『プレミアムコレクション〜NHK紅白歌合戦＆レッツゴーヤング etc.』（2017年8月30日） - 6曲収録。
- 西城秀樹『HIDEKI NHK Collection〜若さと情熱と感激と〜』（2017年11月15日）- 16曲収録。
- 吉永小百合『歌手デビュー55周年記念ベスト＆NHK貴重映像DVD〜寒い朝〜』（2018年2月28日）- 音源2曲、映像3曲収録。
- 島倉千代子『島倉千代子 メモリアルコレクション〜NHK紅白歌合戦＆思い出のメロディー etc.〜』（2018年11月7日） - 第8回 - 第13回、第15回のラジオ音源から7曲、第14回、第16回 - 第46回の映像から19曲（22回分）収録。
- ミュージカル「刀剣乱舞」『シブヤノオト Presents ミュージカル「刀剣乱舞」 -2.5次元から世界へ- <特別編集版>』（2019年6月25日） - 2曲（それぞれ刀剣男士・山内惠介）収録。
- 沢田研二『沢田研二 BEST OF NHK DVD-BOX 全5枚』（2020年12月4日） - 19曲収録。
- 浜崎あゆみ『A BALLADS 2』（2021年4月8日） - 3曲収録。
- 弘田三枝子『弘田三枝子・プレミアム』（2022年2月23日） - 6曲収録。
- 由紀さおり『由紀さおり NHKアーカイブスBOX 1969-2022』（2022年6月29日） - 12曲収録。
- 坂本冬美『坂本冬美 NHK紅白歌合戦の軌跡』（2022年9月21日） - 30曲収録。

備考

## 同じコンセプトを持つ企画・パロディなど
- 夏の紅白歌合戦（フジテレビ系列）

スペシャル枠内で放送されていた。
- 世界紅白歌合戦（フジテレビ系列）

1985年、1986年の2年間、NHK紅白歌合戦の真裏で放送されていた。視聴率（ビデオリサーチ調べ、関東地区・世帯・リアルタイム）は1985年が4.8%、1986年は3.8%と奮わず、2年で終了している。
- ももいろ歌合戦（BS日テレ・フジテレビNEXT・ニッポン放送など）
- NTV紅白歌のベストテン（日本テレビ系列）

年末には視聴者投票により「あなたが選ぶ紅白歌合戦」が何度か放送された。
- 青白歌合戦

SPACE SHOWER TVが主催し、2004年12月15日に東京体育館で開催したイベント。
- オールスター感謝祭

TBSテレビが自社に関係の深い芸能人を出演させる。
- 「○○紅白歌合戦」というタイトルのパロディについては、紅白歌合戦 (曖昧さ回避)を参照。
- ブラジルでは日系人移民が多いということもあり、毎年年末に日系人市民による「日系移民紅白歌合戦」が開催されている。NHKも開催に協力している。
- 春節連歓晩会（中国中央電視台）

中国版紅白歌合戦。